# Imperialismo occidental en Asia

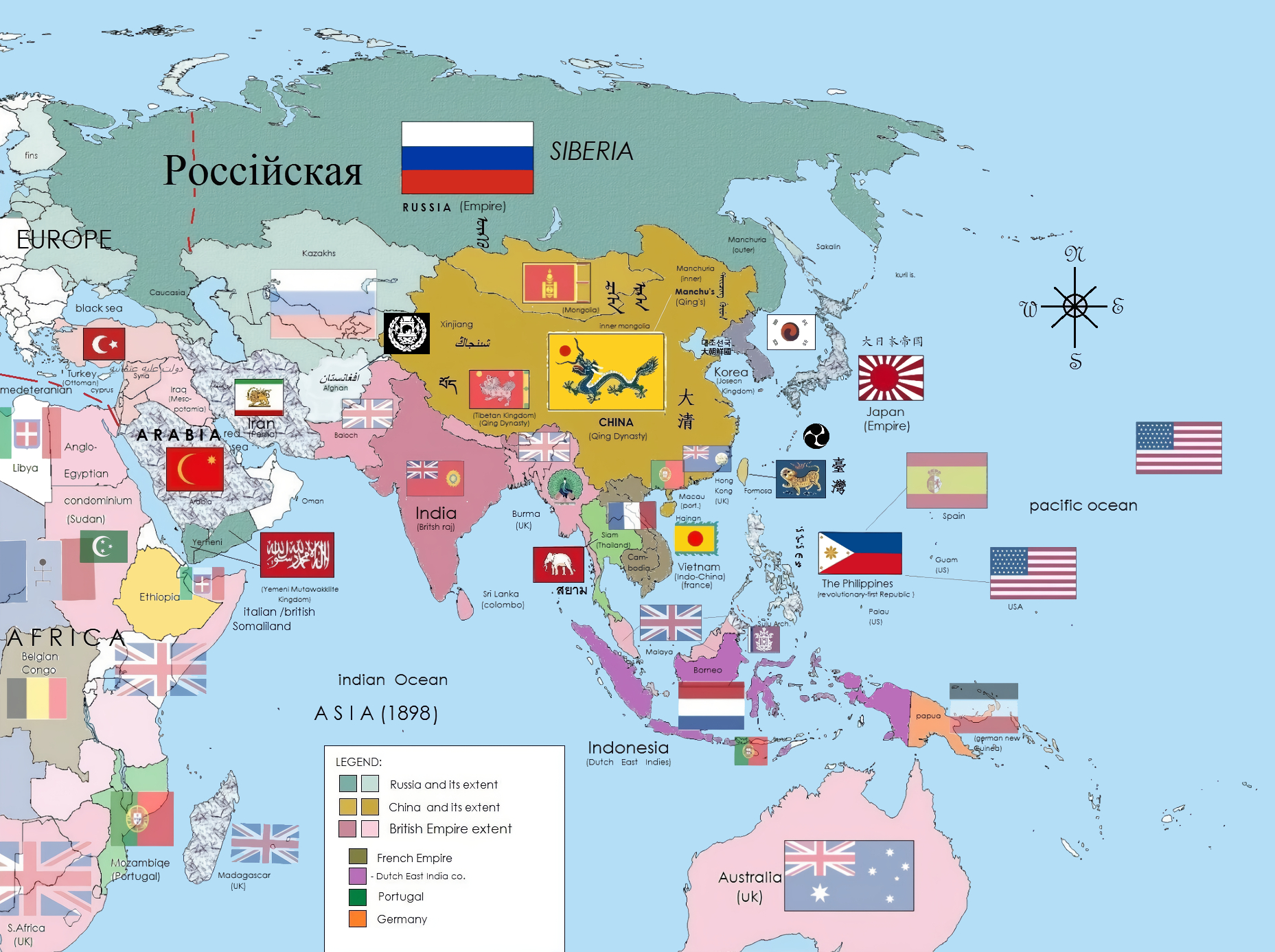
Panorama imperial de Asia a finales del siglo y comienzos del.

El imperialismo occidental en Asia, como se presenta en este artículo, se refiere a la entrada de Occidente en lo que primero se conoció como las Indias Orientales. Esto fue provocado a principios del siglo XV por la búsqueda de rutas comerciales a China, que condujeron directamente a la Era de los Descubrimientos, y la introducción de una guerra moderna temprana en lo que entonces se llamaba el Extremo Oriente. A principios del siglo XVI, la Era de la navegación a vela expandió enormemente la influencia y el desarrollo del comercio de especias en Europa occidental bajo el colonialismo. Ha habido una presencia de imperios coloniales de Europa occidental e imperialismo en Asia a lo largo de seis siglos de colonialismo, terminando formalmente con la independencia de la última colonia del Imperio portugués en Timor Oriental en 2002. Los imperios introdujeron conceptos occidentales de nación y estado multinacional. Este artículo intenta delinear el consecuente desarrollo del concepto occidental del estado nación.
El impulso del poder político europeo, el comercio y la cultura en Asia dio lugar al creciente comercio de productos básicos, un desarrollo clave en el surgimiento de la economía moderna de libre mercado mundial actual. En el siglo XVI, los portugueses rompieron el monopolio (terrestre) de los árabes e italianos del comercio entre Asia y Europa mediante el descubrimiento de la ruta marítima a la India alrededor del Cabo de Buena Esperanza. Con el consiguiente surgimiento de la rival Compañía Neerlandesa de las Indias Orientales, la influencia portuguesa en Asia fue gradualmente eclipsada. Las fuerzas holandesas establecieron por primera vez bases independientes en el Este (lo más significativo Batavia, la sede fuertemente fortificada de la Compañía Neerlandesa de las Indias Orientales) y luego, entre 1640 y 1660 Malacca, Ceilán, algunos puertos del sur de la India y el lucrativo comercio de Japón con los portugueses. Más tarde, los ingleses y los franceses establecieron asentamientos en la India y establecieron el comercio con China y sus adquisiciones superarían gradualmente las de los holandeses. Tras el final de la guerra de los Siete Años en 1763, los británicos eliminaron la influencia francesa en la India y establecieron la Compañía Británica de las Indias Orientales como la fuerza política más importante en el subcontinente indio.
Antes de la Revolución industrial a mediados y finales del siglo XIX, la demanda de productos orientales como (porcelana, seda, especias y té) seguía siendo la fuerza impulsora detrás del imperialismo europeo y (con la importante excepción del gobierno de la Compañía Británica de las Indias Orientales en India) la participación de Europa occidental en Asia permaneció confinada en gran medida a las estaciones comerciales y puestos avanzados estratégicos necesarios para proteger el comercio. Sin embargo, la industrialización aumentó drásticamente la demanda europea de materias primas asiáticas; y la severa depresión larga de la década de 1870 provocó una lucha por nuevos mercados para productos industriales europeos y servicios financieros en África, América, Europa del Este y especialmente en Asia. Esta lucha coincidió con una nueva era en la expansión colonial mundial conocida como "el nuevo imperialismo", que vio un cambio de enfoque del comercio y el gobierno indirecto al control colonial formal de los vastos territorios de ultramar gobernados como extensiones políticas de sus países de origen. Entre la década de 1870 y el comienzo de la Primera Guerra Mundial en 1914, el Reino Unido, Francia y los Países Bajos, las potencias coloniales establecidas en Asia, agregaron a sus imperios vastas extensiones de territorio en el Medio Oriente, el subcontinente indio y el sudeste Asia. En el mismo período, el Imperio del Japón, después de la Restauración Meiji; el Imperio alemán, tras el final de la guerra franco-prusiana en 1871; la Rusia zarista; y los Estados Unidos, después de la guerra hispanoamericana en 1898, emergieron rápidamente como nuevas potencias imperiales en el este de Asia y en el área del Océano Pacífico.
En Asia, la Primera Guerra Mundial y la Segunda Guerra Mundial se vieron como luchas entre varias potencias imperiales clave: conflictos que involucraban a las potencias europeas junto con Rusia y las potencias estadounidenses y japonesas en ascenso. Sin embargo, ninguna de las potencias coloniales poseía los recursos para resistir las tensiones de ambas guerras mundiales y mantener su dominio directo en Asia. Aunque los movimientos nacionalistas en todo el mundo colonial condujeron a la independencia política de casi todas las colonias restantes de Asia, la descolonización fue interceptada por la Guerra Fría; y el sudeste asiático, el sur de Asia, el Medio Oriente y el este de Asia permanecieron integrados en un sistema económico, financiero y militar mundial en el que las grandes potencias compiten para extender su influencia. Sin embargo, el rápido desarrollo económico de la posguerra y el surgimiento de los países desarrollados industrializados de Taiwán, Singapur, Corea del Sur, Japón y los países en desarrollo de la India, la República Popular China y su territorio autónomo de Hong Kong, junto con el colapso de la Unión Soviética, ha disminuido en gran medida la influencia de Europa occidental en Asia. Estados Unidos sigue siendo influyente con las bases comerciales y militares en Asia.

## Primeras exploraciones europeas de Asia
La exploración europea de Asia comenzó con la Antigua Roma a lo largo de la Ruta de la Seda. Los romanos mantenían el conocimiento de tierras tan distantes como China. El comercio con la India a través de los puertos romanos del Mar Rojo fue significativo en los primeros siglos de la era común.

### Exploración medieval europea de Asia

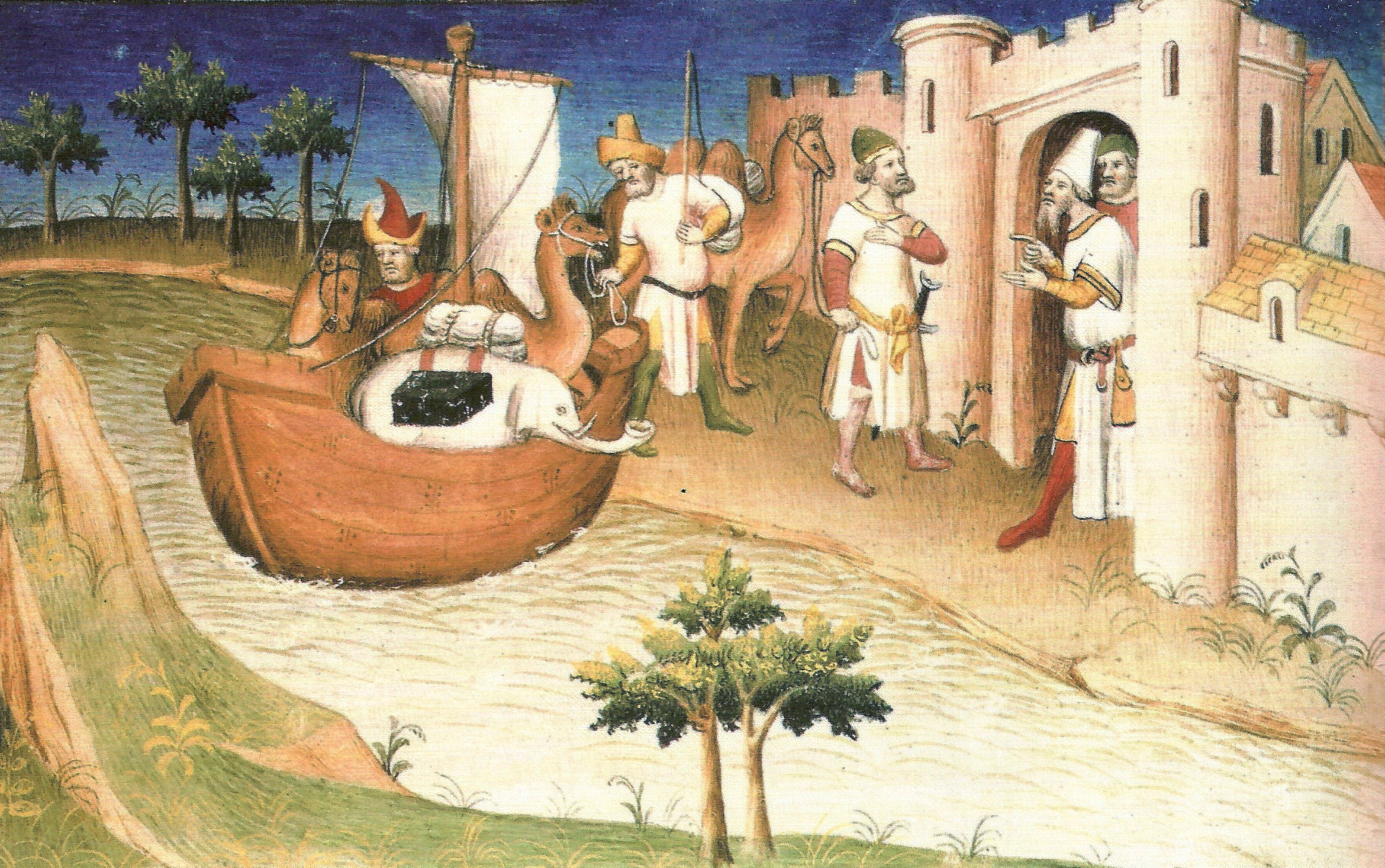
Ilustración de la llegada de Marco Polo a una ciudad china.

En los siglos XIII y XIV, varios europeos, muchos de ellos misioneros cristianos, habían tratado de llegar a China. El más famoso de estos viajeros fue Marco Polo. Pero estos viajes tuvieron poco efecto permanente en el comercio este-oeste debido a una serie de desarrollos políticos en Asia en las últimas décadas del siglo XIV, que pusieron fin a la exploración europea de Asia. La dinastía Yuan en China, que había sido receptiva a los misioneros y comerciantes europeos, fue derrocada, y se descubrió que los nuevos gobernantes Ming no eran receptivos al proselitismo religioso. Mientras tanto, los otomanos consolidaron el control sobre el Mediterráneo oriental, cerrando rutas comerciales clave por tierra. Así, hasta el siglo XV, solo intercambios comerciales y culturales menores entre Europa y Asia continuaron en ciertas terminales controladas por comerciantes musulmanes.

### Viajes por mar a Asia
Los gobernantes de Europa occidental decidieron encontrar sus propias rutas comerciales. Los portugueses encabezaron el viaje para encontrar rutas oceánicas que proporcionarían un acceso más barato y más fácil a los productos del sur y el este de Asia. Esta carta de rutas oceánicas entre Oriente y Occidente comenzó con los viajes sin precedentes de capitanes de mar portugueses y españoles. Sus viajes fueron influenciados por aventureros europeos medievales, que habían viajado por tierra hasta el Lejano Oriente y contribuyeron al conocimiento geográfico de partes de Asia a su regreso.
En 1488, Bartolomé Díaz rodeó el extremo sur de África bajo el patrocinio de Juan II de Portugal, desde donde notó que la costa giraba hacia el noreste (Cabo de Buena Esperanza). Mientras que la tripulación de Díaz lo obligó a regresar, en 1497, el navegante portugués Vasco da Gama realizó el primer viaje abierto de Europa a la India. En 1520, Fernando de Magallanes, un navegante portugués al servicio de la Corona de Castilla, encontró una ruta marítima hacia el Océano Pacífico.

## Comercio y colonización portugueses y españoles en Asia
Más información: Imperio portugués, Armadas de la India, Galeón de Manila, Tratado de Tordesillas, Tratado de Zaragoza

### Monopolio portugués sobre el comercio en el Océano Índico y Asia

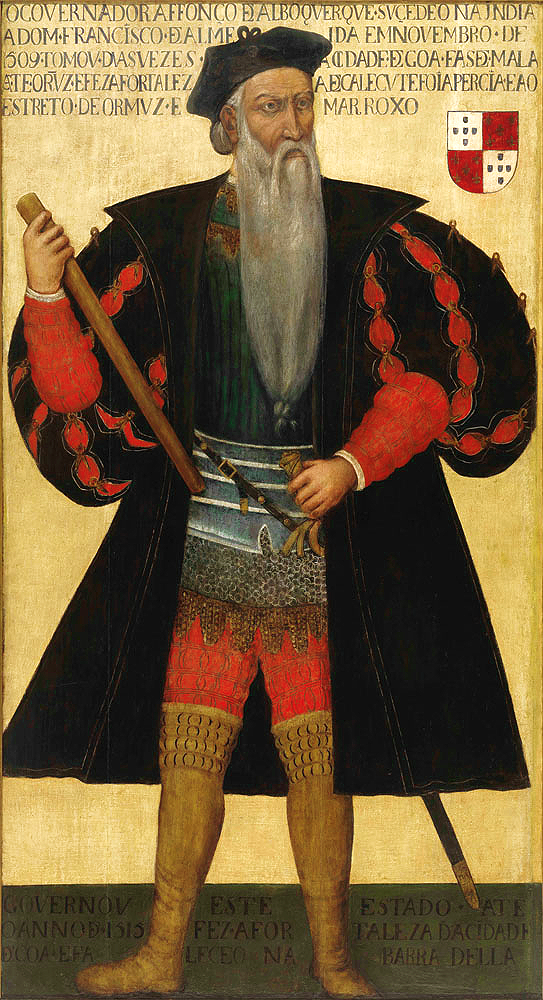
Alfonso de Albuquerque.

En 1509, los portugueses bajo Francisco de Almeida ganaron la decisiva batalla de Diu contra una flota conjunta mameluca y árabe enviada para expulsar a los portugueses del Mar Arábigo. La victoria permitió a Portugal implementar su estrategia de control del Océano Índico.
A principios del siglo XVI, Afonso de Albuquerque (izquierda) surgió como el virrey colonial portugués más instrumental en la consolidación de las posesiones de Portugal en África y Asia. Entendió que Portugal podía arrebatar la supremacía comercial de los árabes solo por la fuerza y, por lo tanto, ideó un plan para establecer fortalezas en sitios estratégicos que dominarían las rutas comerciales y también protegerían los intereses portugueses en tierra. En 1510, conquistó Goa en India, lo que le permitió consolidar gradualmente el control de la mayor parte del tráfico comercial entre Europa y Asia, principalmente a través del comercio; Los europeos comenzaron a comerciar desde fuertes, actuando como comerciantes extranjeros en lugar de como colonos. En contraste, la expansión europea temprana en las "Indias Occidentales" (más tarde conocidas por los europeos como un continente separado de Asia que llamarían las "Américas") después del viaje de Cristóbal Colón en 1492, implicó un fuerte asentamiento en colonias que fueron tratadas como extensiones políticas de las patrias.
Atraídos por el potencial de altas ganancias de otra expedición, los portugueses establecieron una base permanente en Cochin, al sur del puerto comercial indio de Calicut a principios del siglo XVI. En 1510, los portugueses, liderados por Afonso de Albuquerque, se apoderaron de Goa en la costa de la India, que Portugal mantuvo hasta 1961, junto con Diu y Damán (el territorio y enclaves restantes en la India de una antigua red de ciudades costeras y comercio fortificado más pequeño). puertos agregados y abandonados o perdidos siglos antes). Los portugueses pronto adquirieron el monopolio del comercio en el Océano Índico.
El virrey portugués Albuquerque (1509-1515) resolvió consolidar las posesiones portuguesas en África y Asia, y asegurar el control del comercio con las Indias Orientales y China. Su primer objetivo fue Malacca, que controlaba el estrecho estrecho a través del cual se movía la mayor parte del comercio del Lejano Oriente. Capturado en 1511, Malacca se convirtió en el trampolín para una mayor penetración hacia el este, comenzando con el viaje de António de Abreu y Francisco Serrão en 1512, ordenado por Albuquerque, a las Molucas. Años más tarde, los primeros puestos comerciales se establecieron en las Molucas, o "Islas de las Especias", que fue la fuente de algunas de las especias más demandadas del mundo, y desde allí, en Macasar y algunas otras, pero más pequeñas, en las Islas menores de la Sonda. Para 1513-1516, los primeros barcos portugueses habían llegado a Cantón en las costas del sur de China.

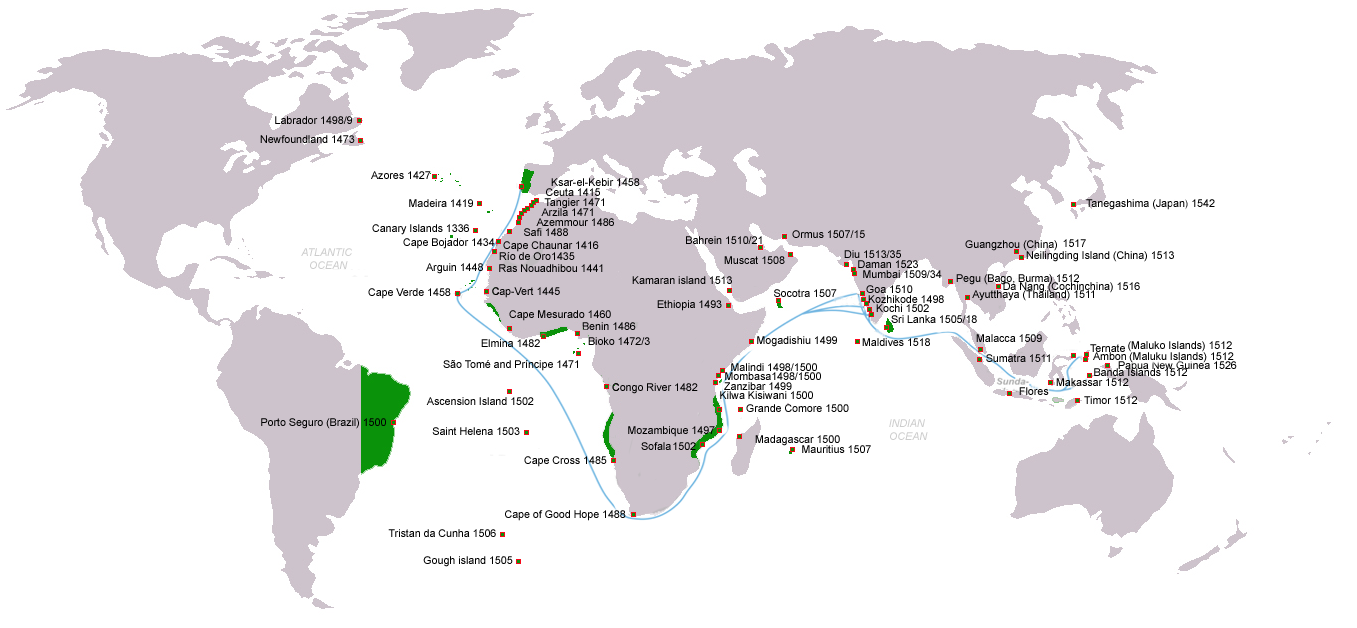
Expediciones portuguesas 1415–1542: lugares y fechas de llegada; Rutas portuguesas de comercio de especias en el Océano Índico (azul); territorios del imperio portugués bajo el dominio del rey Juan III (verde)

En 1513, después del intento fallido de conquistar Adén, Albuquerque entró con una armada, por primera vez para los europeos por el océano a través del Mar Rojo; y en 1515, Albuquerque consolidó la hegemonía portuguesa en las puertas del Golfo Pérsico, ya iniciada por él en 1507, con el dominio de Mascate y Ormuz. Poco después, otras bases y fortalezas fortificadas fueron anexadas y construidas a lo largo del Golfo, y en 1521, a través de una campaña militar, los portugueses anexaron Baréin.
La conquista portuguesa de Malaca desencadenó la guerra malayo-portuguesa. En 1521, la dinastía Ming China derrotó a los portugueses en la batalla de Tunmen y luego derrotó nuevamente a los portugueses en la batalla de Xicaowan. Los portugueses intentaron establecer un comercio con China mediante el contrabando ilegal con los piratas en las islas cercanas a la costa de Zhejiang y Fujian, pero fueron expulsados por la armada Ming en las décadas de 1530 y 1540.
En 1557, China decidió arrendar Macao a los portugueses como un lugar donde podían secar las mercancías que transportaban en sus barcos, que mantuvieron hasta 1999. Los portugueses, con sede en Goa y Malaca, ahora habían establecido un lucrativo imperio marítimo en el Océano Índico pretendía monopolizar el comercio de especias. Los portugueses también comenzaron un canal de comercio con los japoneses, convirtiéndose en los primeros occidentales registrados que visitaron Japón. Este contacto introdujo el cristianismo y las armas de fuego en Japón.
En 1505, (también posiblemente antes, en 1501), los portugueses, a través de Lourenço de Almeida, hijo de Francisco de Almeida, llegaron a Ceilán. Los portugueses fundaron un fuerte en la ciudad de Colombo en 1517 y gradualmente extendieron su control sobre las zonas costeras y el interior. En una serie de conflictos militares y maniobras políticas, los portugueses extendieron su control sobre los reinos cingaleses, incluidos Jaffna (1591), Raigama (1593), Sitawaka (1593) y Kotte (1594). Sin embargo, el objetivo de unificar todo La isla bajo control portugués enfrentó la feroz resistencia del Reino de Kandy. Los portugueses, liderados por Pedro Lopes de Sousa, lanzaron una invasión militar a gran escala del reino de Kandy en la campaña de Danture de 1594. La invasión fue un desastre para los portugueses, con todo su ejército, aniquilado por la guerra de guerrillas de Kandy. Constantino de Sá, celebrado románticamente en la epopeya cingalés del siglo XVII (también por su mayor humanismo y tolerancia en comparación con otros gobernadores) dirigió la última operación militar que también terminó en desastre. Murió en la batalla de Randeniwela, negándose a abandonar a sus tropas ante la aniquilación total.
Las energías de Castilla (más tarde, la España unificada), la otra gran potencia colonial del siglo XVI, se concentraron en gran medida en las Américas, no en el sur y el este de Asia, pero los españoles establecieron una base en el Lejano Oriente en Filipinas. Después de luchar con los portugueses por las Islas de las Especias desde 1522 y el acuerdo entre las dos potencias en 1529 (en el Tratado de Zaragoza), los españoles, liderados por Miguel López de Legazpi, se establecieron y conquistaron gradualmente Filipinas desde 1564. Después del descubrimiento En el viaje de regreso a América que realizó Andrés de Urdaneta en 1565, se transportaron cargas de mercancías chinas desde Filipinas a México y de allí a España. Por esta larga ruta, España cosechó algunas de las ganancias del comercio del Lejano Oriente. Los funcionarios españoles convirtieron las islas al cristianismo y establecieron algunos asentamientos, estableciendo permanentemente a Filipinas como el área de Asia oriental más orientada hacia Occidente en términos de cultura y comercio. Los musulmanes lucharon contra los españoles durante más de tres siglos en el conflicto español-moro.

### Disminución del imperio asiático portugués desde el sigloXVII
El lucrativo comercio se expandió enormemente cuando los portugueses comenzaron a exportar esclavos de África en 1541; sin embargo, con el tiempo, el aumento del comercio de esclavos dejó a Portugal demasiado extendido y vulnerable a la competencia de otras potencias de Europa occidental. Envidiosos del control de las rutas comerciales de Portugal, otras naciones de Europa occidental, principalmente los Países Bajos, Francia e Inglaterra, comenzaron a enviar expediciones rivales a Asia. En 1642, los holandeses expulsaron a los portugueses de la Costa del Oro en África, la fuente del grueso de los trabajadores esclavos portugueses, dejando esta rica zona de esclavitud a otros europeos, especialmente a los holandeses e ingleses.
Las potencias rivales europeas comenzaron a incursionar en Asia a medida que el comercio portugués y español en el Océano Índico declinó principalmente porque se habían sobrecargado financieramente debido a las limitaciones en su capacidad de inversión y la tecnología naval contemporánea. Ambos factores funcionaron en conjunto, haciendo que el control sobre el comercio del Océano Índico sea extremadamente costoso.
Los intereses portugueses existentes en Asia demostraron ser suficientes para financiar una mayor expansión y afianzamiento colonial en áreas consideradas de mayor importancia estratégica en África y Brasil. La supremacía marítima portuguesa se perdió para los holandeses en el siglo XVII, y con esto llegaron serios desafíos para los portugueses. Sin embargo, todavía se aferraron a Macao y establecieron una nueva colonia en la isla de Timor. Fue tan reciente como las décadas de 1960 y 1970 que los portugueses comenzaron a abandonar sus colonias en Asia. Goa fue invadida por India en 1961 y se convirtió en un estado indio en 1987; Timor portugués fue abandonado en 1975 y luego fue invadido por Indonesia. Se convirtió en un país independiente en 2002, y Macao fue devuelto a los chinos según un tratado en 1999.

### Guerras Santas
La llegada de los portugueses y españoles y sus guerras santas contra los estados musulmanes en el conflicto malayo-portugués, español-moro y la guerra de Castilla inflamaron las tensiones religiosas y convirtieron el sudeste asiático en una arena de conflicto entre musulmanes y cristianos. La capital del sultanato de Brunéi en Kota Batu fue asaltada por el gobernador Sande, quien dirigió el ataque español de 1578.
La palabra "salvajes" en español, cafres, proviene de la palabra "infiel" en árabe - Kafir, y fue utilizada por los españoles para referirse a sus propios "salvajes cristianos" que fueron arrestados en Brunéi. Se decía que los castellanos son kafir, hombres que no tienen alma, que son condenados por el fuego cuando mueren, y eso también porque comen carne de cerdo por el Sultán de Brunéi después de que los españoles utilizaron la doctrina maldita para atacar el islam, lo que alimentó el odio. entre musulmanes y cristianos provocados por su guerra de 1571 contra Brunéi. Las palabras del sultán fueron en respuesta a los insultos procedentes de los españoles en Manila en 1578, otros musulmanes de Champa, Java, Borneo, Luzón, Pahang, Demak, Aceh y los malayos se hicieron eco de la retórica de la guerra santa contra los portugueses español e ibérico, llamándolos enemigos kafir, lo que contrastaba con sus opiniones matizadas anteriores de los portugueses en el Hikayat Tanah Hitu y Sejarah Melayu. La guerra de España contra Brunéi fue defendida en una apología escrita por el doctor De Sande. Los británicos finalmente se dividieron y se apoderaron de Brunéi, mientras que Sulu fue atacada por británicos, estadounidenses y españoles, lo que provocó su colapso y caída después de que ambos prosperaron desde 1500-1900 durante cuatro siglos. Dar al-Islam fue visto como bajo la invasión por "kafirs" por los atjehneses liderados por Zayn al-din y por los musulmanes en Filipinas cuando vieron la invasión española, ya que los españoles trajeron la idea de una guerra santa cruzada contra los musulmanes musulmanes. como hicieron los portugueses en Indonesia e India contra lo que llamaron "moros" en sus conquistas políticas y comerciales que vieron a través de la lente de la religión en el siglo XVI.
En 1578, los españoles lanzaron un ataque contra Jolo, y en 1875 fue destruido en sus manos, y una vez más en 1974 fue destruido por Filipinas. Los españoles pisaron por primera vez Borneo en Brunéi.
La guerra española contra Brunéi no pudo conquistar Brunéi, pero cortó totalmente a Filipinas de la influencia de Brunéi, luego los españoles comenzaron a colonizar Mindanao y a construir fortalezas. En respuesta, los Bisayas, donde estaban estacionadas las fuerzas españolas, fueron objeto de represalias por parte de los Magindanao en 1599-1600 debido a los ataques españoles en Mindanao.
La familia real de Brunéi estaba relacionada con los rajás musulmanes que gobernaron el principado en 1570 de Manila (Reino de Manila) y esto fue lo que los españoles encontraron en su llegada inicial a Manila, España, desarraigó el islam de las áreas donde era poco profundo después. comenzaron a forzar el cristianismo en Filipinas en sus conquistas después de 1521, mientras que el islam ya estaba muy extendido en las Filipinas del siglo XVI. En Filipinas, en las islas Cebú, los nativos mataron al líder de la flota española Magallanes. Las áreas costeras occidentales de Borneo en Landak, Sukadana y Sambas vieron el crecimiento de los estados musulmanes en el siglo XVI, en el siglo XV en Nanking, la capital de China, la muerte y el entierro del rey bruneiano de Borneo Maharaja Kama tuvo lugar en su visita a China con la flota de Zheng He.
Los españoles fueron expulsados de Brunéi en 1579 después de atacar en 1578. Había cincuenta mil habitantes antes del ataque de 1597 por los españoles en Brunéi.
Durante el primer contacto con China, los portugueses emprendieron numerosas agresiones y provocaciones. Creyeron que podían maltratar a los no cristianos porque ellos mismos eran cristianos y actuaron en nombre de su religión al cometer crímenes y atrocidades. Esto resultó en la Batalla de Xicaowan, donde la armada china local derrotó y capturó una flota de carabelas portuguesas.

## Comercio y colonización neerlandeses en Asia
Artículo principal: Imperio neerlandés

### Aumento del control neerlandés sobre el comercio asiático en el sigloXVII

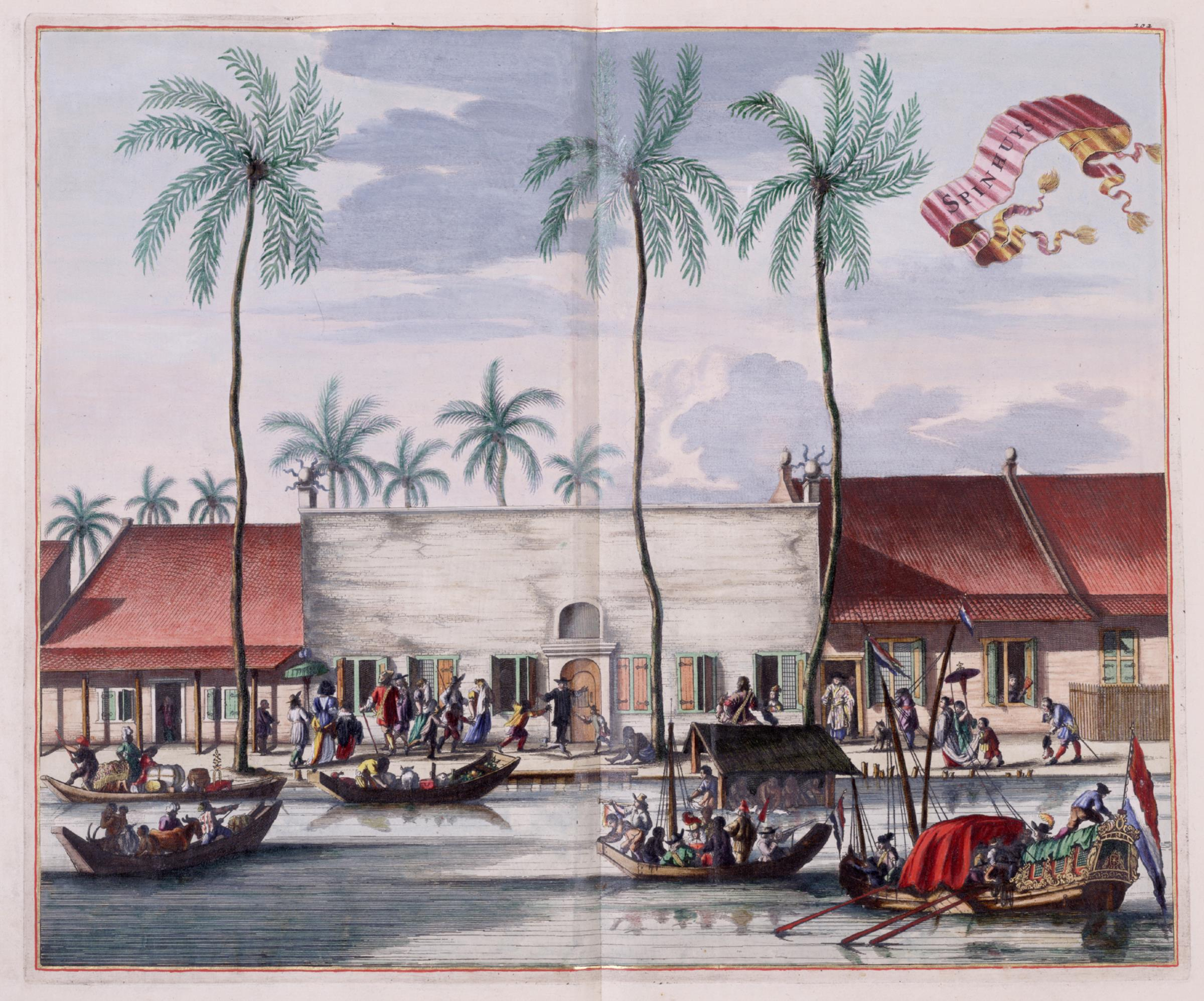
Asentamiento holandés en las Indias Orientales. Batavia (ahora Yakarta), Java, c. 1665.

El declive portugués en Asia fue acelerado por los ataques contra su imperio comercial por parte de los neerlandeses e ingleses, que comenzaron una lucha global por el imperio en Asia que duró hasta el final de la guerra de los Siete Años en 1763. La revuelta de los Países Bajos contra el dominio español facilitó la invasión neerlandesa al monopolio portugués sobre el comercio del sur y el este de Asia. Los neerlandeses consideraron el comercio y las colonias de España como un posible botín de guerra. Cuando las dos coronas de la península ibérica se unieron en 1581, los neerlandeses se sintieron libres de atacar territorios portugueses en Asia.
En la década de 1590, se formaron varias empresas neerlandeses para financiar expediciones comerciales en Asia. Debido a que la competencia redujo sus ganancias, y debido a las doctrinas del mercantilismo, en 1602 las compañías se unieron en un cartel y formaron la Compañía Neerlandesa de las Indias Orientales, y recibieron del gobierno el derecho a comerciar y colonizar el territorio en el área que se extiende desde el Cabo de Buena Esperanza hacia el este hasta el estrecho de Magallanes.
En 1605, comerciantes armados neerlandeses capturaron el fuerte portugués en Amboyna en lasIslas Molucas, que se convirtió en la primera base segura de la compañía. Con el tiempo, los neerlandeses consolidaron gradualmente el control sobre los grandes puertos comerciales de las Indias Orientales. Este control permitió a la compañía monopolizar el comercio mundial de especias durante décadas. Su monopolio sobre el comercio de especias se completó después de expulsar a los portugueses de Malacca en 1641 y Ceilán en 1658.

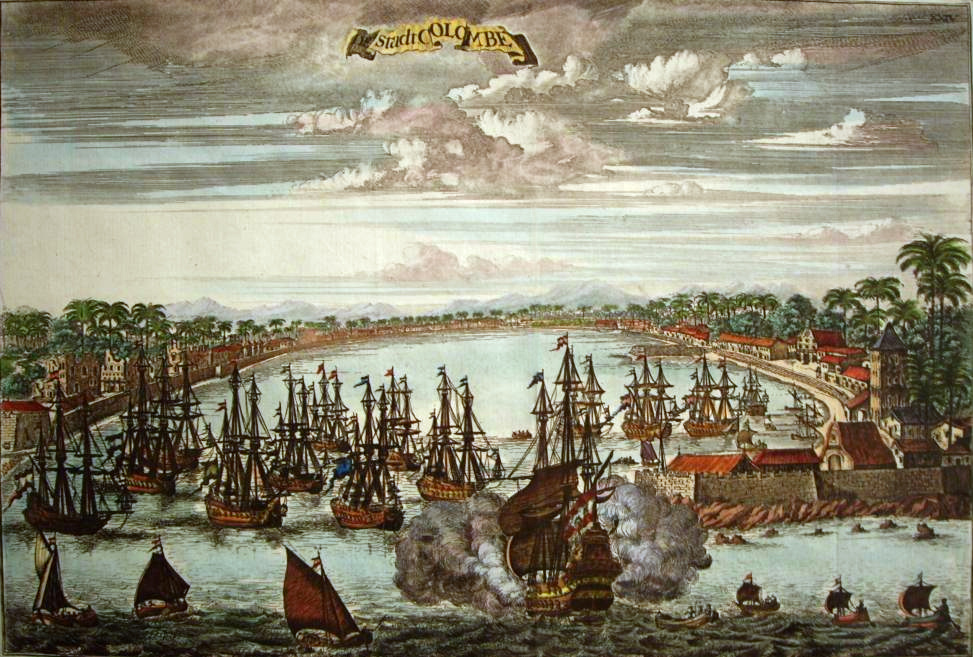
Colombo, Ceilán neerlandés, basado en un grabado de circa 1680.

Las colonias o puestos de avanzada de la Compañía Neerlandesa de las Indias Orientales se establecieron más tarde en Atjeh (Aceh), 1667; Macassar, 1669; y Bantam, 1682. La compañía estableció su sede en Batavia (hoy Yakarta) en la isla de Java. Fuera de las Indias Orientales, las colonias o puestos de avanzada de la Compañía Neerlandesa de las Indias Orientales también se establecieron en Persia (Irán), Bengala (ahora Bangladés y parte de la India), Mauricio (1638-1658 / 1664-1710), Siam (ahora Tailandia), Guangzhou (Cantón, China), Taiwán (1624–1662) y el sur de la India (1616–1795).
La dinastía Ming china derrotó a la Compañía Neerlandesa de las Indias Orientales en los conflictos sino-neertandeses. Los chinos primero derrotaron y expulsaron a los neerlandeses de las Islas Pescadores en 1624. La armada Ming bajo Zheng Zhilong derrotó a la flota de la Compañía Neerlandesa de las Indias Orientales en la batalla de 1633 de la Bahía de Liaoluo. En 1662, el hijo de Zheng Zhilong, Zheng Chenggong (también conocido como Koxinga) expulsó a los neerlandeses de Taiwán después de derrotarlos en el asedio de Fort Zeelandia. (ver Historia de Taiwán) Además, el puesto comercial de la Compañía Neerlandesa de las Indias Orientales en Dejima (1641-1857), una isla artificial frente a la costa de Nagasaki, fue durante mucho tiempo el único lugar donde los europeos podían comerciar con Japón.
Los señores vietnamitas de Nguyễn derrotaron a los neerlandeses en una batalla naval en 1643.
Los camboyanos derrotaron a los neerlandeses en la guerra camboyana-neerlandesa en 1644.
En 1652, Jan van Riebeeck estableció un puesto avanzado en el Cabo de Buena Esperanza (el extremo suroeste de África, actualmente en Sudáfrica) para reponer los barcos de la compañía en su viaje al este de Asia. Este puesto más tarde se convirtió en una colonia completa, la Colonia del Cabo (1652–1806). A medida que la Colonia del Cabo atraía un creciente asentamiento neerlandés y europeo, los holandeses fundaron la ciudad de Kaapstad (Ciudad del Cabo).
En 1669, la Compañía Neerlandesa de las Indias Orientales era la compañía privada más rica de la historia, con una enorme flota de buques mercantes y buques de guerra, decenas de miles de empleados, un ejército privado compuesto por miles de soldados y una reputación por parte de sus accionistas para pagos de dividendos altos.

### Nuevo imperialismo neerlandés en Asia
Artículo principal: Indias Orientales Neerlandesas

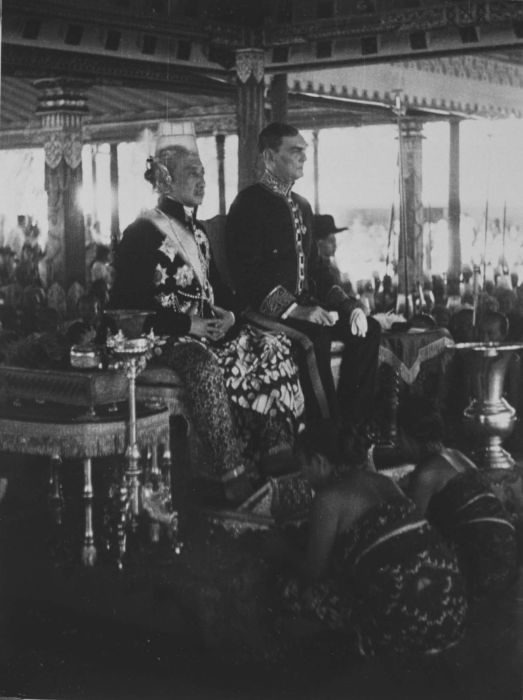
El gobernador general neerlandés, máxima autoridad en la colonia y el sultán de Yogyakarta.

La compañía estaba en conflicto casi constante con los ingleses; las relaciones fueron particularmente tensas después de la masacre de Amboyna en 1623. Durante el siglo XVIII, las posesiones de la Compañía Neerlandesa de las Indias Orientales se centraron cada vez más en las Indias Orientales. Después de la cuarta guerra anglo-neerlandesa (1780–1784), la compañía sufrió crecientes dificultades financieras. En 1799, la compañía se disolvió, comenzando la colonización oficial de las Indias Orientales. Durante la era del nuevo nmperialismo, los reclamos territoriales de la Compañía Neerlandesa de las Indias Orientales (VOC) se expandieron en una colonia de pleno derecho llamada las Indias Orientales Neerlandesas. Impulsados en parte por las renovadas aspiraciones coloniales de los países estados europeos, los holandeses se esforzaron por establecer un control indiscutible del archipiélago ahora conocido como Indonesia.
Seis años después de la colonización formal de las Indias Orientales, en Europa, las Provincias Unidas de los Países Bajos fueron ocupadas por las fuerzas francesas de Napoleón. El gobierno neerlandés se exilió en el Reino Unido y cedió formalmente sus posesiones coloniales al Reino Unido. El gobernador general pro-francés de Java, Jan Willem Janssens, resistió a una fuerza de invasión británica en 1811 hasta que se vio obligado a rendirse. El gobernador británico Raffles, quien más tarde fundó la ciudad de Singapur, gobernó la colonia los siguientes 10 años del interregno británico (1806-1816).
Después de la derrota de Napoleón y el Tratado anglo-neerlandés de 1814, el gobierno colonial de las Indias Orientales fue devuelto a los neerlandeses en 1817. La pérdida de Sudáfrica y la continua lucha por África estimularon a los neerlandeses a asegurar un dominio indiscutible sobre su colonia en las Indias Orientales. Los neerlandeses comenzaron a consolidar su base de poder a través de extensas campañas militares y elaboradas alianzas diplomáticas con gobernantes indígenas para garantizar que el control en todos los rincones del archipiélago. Estas campañas militares incluyeron: la guerra de Padri (1821-1837), la Guerra de Java (1825-1830) y la Guerra de Aceh (1873-1904). Esto planteó la necesidad de una considerable acumulación militar del ejército colonial (KNIL). De toda Europa se reclutaron soldados para unirse al KNIL.
Los neerlandeses concentraron su empresa colonial en las Indias Orientales Neerlandesas (Indonesia) durante todo el siglo XIX. Los neerlandeses perdieron el control sobre las Indias Orientales ante los japoneses durante gran parte de la Segunda Guerra Mundial. Después de la guerra, los neerlandeses lucharon contra las fuerzas de independencia de Indonesia después de que Japón se rindiera a los Aliados en 1945. En 1949, la mayor parte de lo que se conocía como las Indias Orientales Neerlandesas se cedió a la República independiente de Indonesia. En 1962, también la Nueva Guinea Neerlandesa fue anexionada por Indonesia para poner fin al imperialismo neerlandés en Asia.

## Británicos en la India

### Competencia portuguesa, francesa y británica en India (1600–1763)

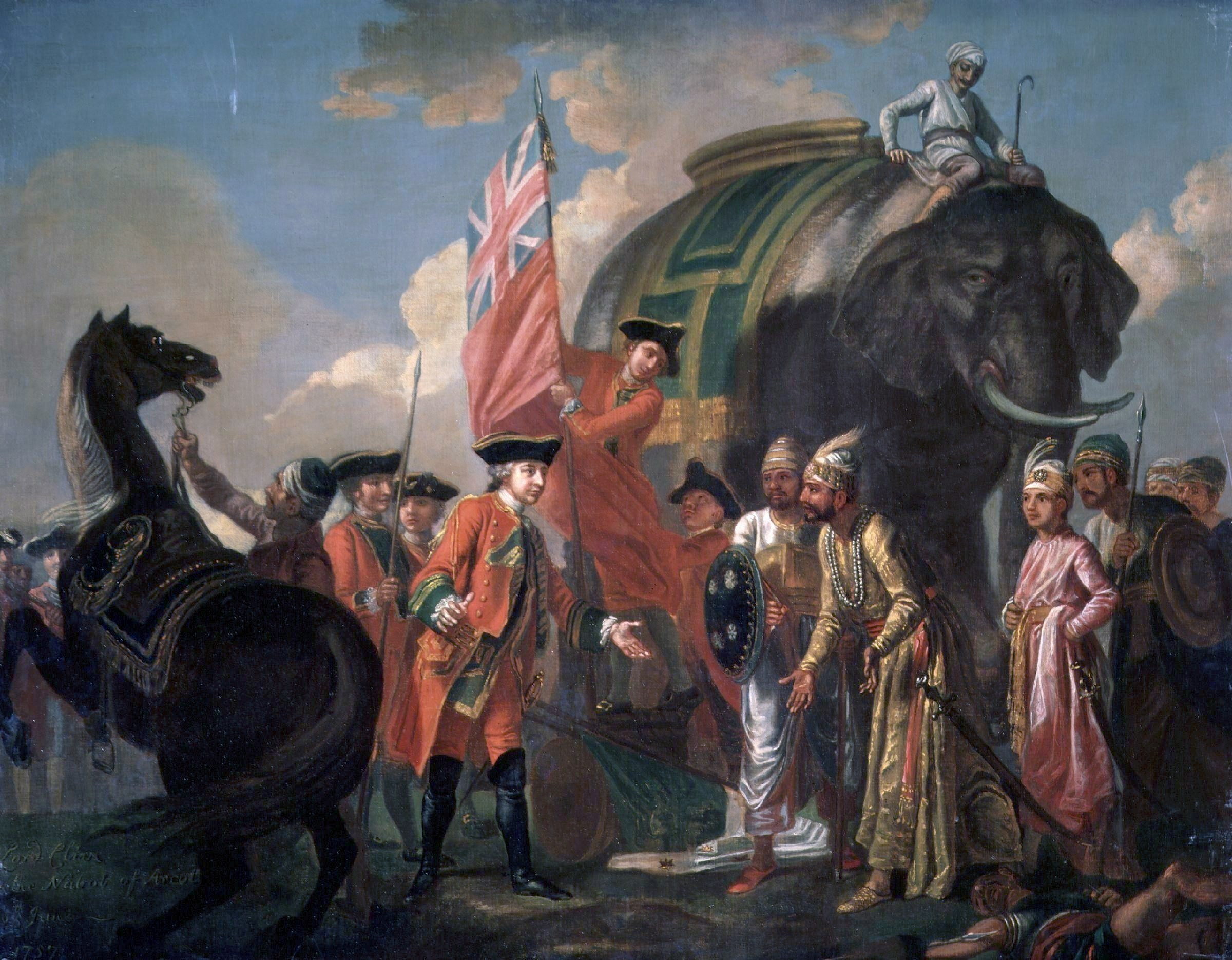
Robert Clive.

Los ingleses buscaron reclamar en India a expensas de los portugueses. En 1600, la reina Isabel I incorporó la Compañía Inglesa de las Indias Orientales (más tarde la Compañía Británica de las Indias Orientales), otorgándole el monopolio del comercio desde el Cabo de Buena Esperanza hacia el este hasta el Estrecho de Magallanes. En 1639, adquirió Madras en la costa este de India, donde rápidamente superó a la Goa portuguesa como el principal centro comercial europeo en el subcontinente indio.
Mediante sobornos, diplomacia y manipulación de gobernantes nativos débiles, la compañía prosperó en India, donde se convirtió en la fuerza política más poderosa, y superó a sus competidores portugueses y franceses. Durante más de cien años, las empresas comerciales inglesas y francesas habían luchado entre sí por la supremacía y, a mediados del siglo XVIII, la competencia entre británicos y franceses se había intensificado. La derrota francesa por parte de los británicos bajo el mando de Robert Clive durante la guerra de los Siete Años (1756–1763) marcó el final de la participación francesa en la India.

### Colapso del Imperio Mogol en la India
La Compañía Británica de las Indias Orientales, aunque todavía estaba en competencia directa con los intereses franceses y holandeses hasta 1763, pudo extender su control sobre casi toda la India en el siglo siguiente a la subyugación de Bengala en la batalla de Plassey de 1757. La Compañía Británica de las Indias Orientales hizo grandes avances a expensas de una dinastía mogol.
El reinado de Aurangzeb había marcado el máximo del poder mogol. En 1690, la expansión territorial mogol alcanzó su mayor alcance, abarcando todo el subcontinente indio. Pero este período de poder fue seguido por uno de decadencia. Cincuenta años después de la muerte de Aurangzeb, el gran imperio mogol se había derrumbado. Mientras tanto, los caudillos merodeadores, nobles y otros empeñados en ganar poder dejaron al subcontinente cada vez más anárquico. Aunque los mogoles mantuvieron el título imperial hasta 1858, el gobierno central se derrumbó, creando un vacío de poder.

### De la Compañía a la corona
Artículo principal: Raj británico

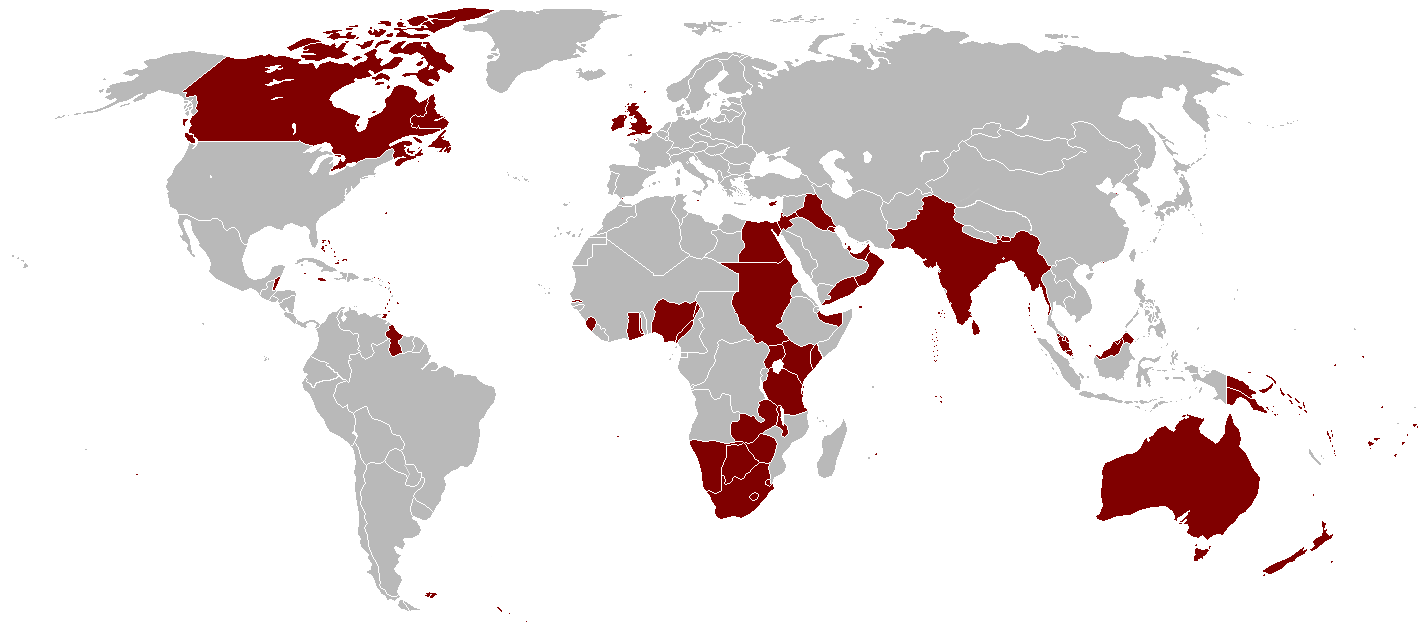
El Imperio británico en 1920.

Además de derrotar a los franceses durante la guerra de los Siete Años, Robert Clive, el líder de la Compañía en la India, derrotó a un gobernante indio clave de Bengala en la decisiva batalla de Plassey (1757), una victoria que marcó el comienzo de un nuevo período en la historia india, el del dominio británico informal. Aunque todavía era nominalmente soberano, el emperador indio mogol se convirtió cada vez más en un gobernante títere, y la anarquía se extendió hasta que la compañía asumió el papel de policía de la India. La transición al imperialismo formal, caracterizada por la coronación de la Reina Victoria como "Emperatriz de la India" en la década de 1870, fue un proceso gradual. El primer paso para consolidar el control británico formal se extendió hasta finales del siglo XVIII. El Parlamento británico, perturbado por la idea de que una gran empresa, interesada principalmente en las ganancias, era controlar los destinos de millones de personas, aprobó actos en 1773 y 1784 que se otorgaron el poder de controlar las políticas de la compañía y nombrar al más alto funcionario de la compañía. en India, el Gobernador General. (Este sistema de control dual duró hasta 1858). En 1818, la Compañía de las Indias Orientales era el dueña de toda la India. Algunos gobernantes locales se vieron obligados a aceptar su señorío; otros fueron privados de sus territorios. Algunas partes de la India fueron administradas por los británicos directamente; en otras, las dinastías nativas fueron retenidas bajo supervisión británica.

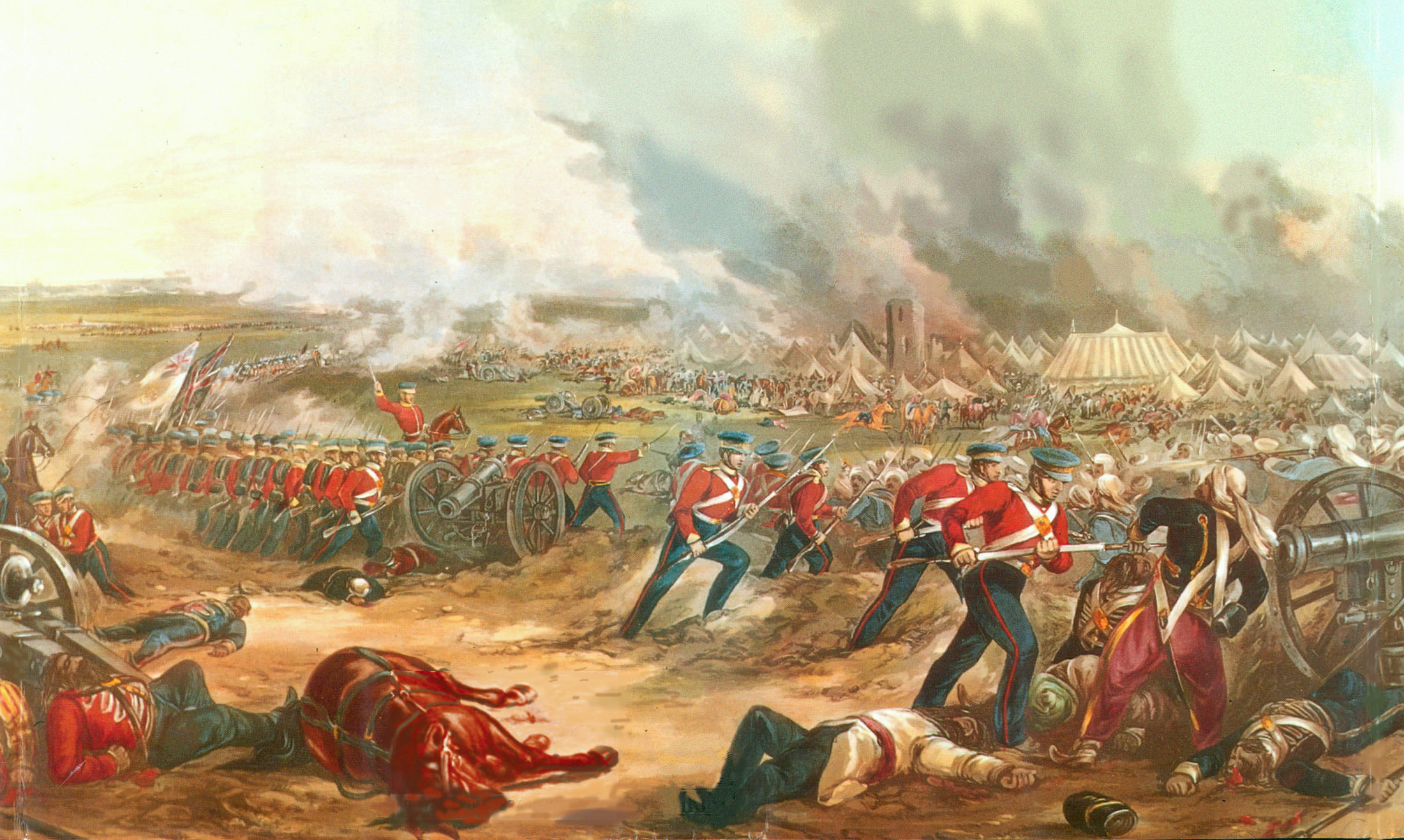
La primera guerra anglo-sij, 1845-46.

Hasta 1858, sin embargo, gran parte de la India todavía era oficialmente el dominio del emperador mogol. La ira entre algunos grupos sociales, sin embargo, estaba hirviendo bajo el gobernador general de James Dalhousie (1847-1856), quien anexó el Punyab (1849) después de la victoria en la Segunda Guerra Sikh, anexó siete estados principescos usando la doctrina del lapso, anexada el estado clave de Oudh sobre la base de un mal gobierno, y trastornó la sensibilidad cultural al prohibir prácticas hindúes como el sati.
La rebelión de los cipayos de 1857, o motín indio, un levantamiento iniciado por las tropas indias, llamados cipayos, que formaron la mayor parte de las fuerzas armadas de la Compañía, fue el punto de inflexión clave. Se había extendido el rumor entre ellos de que sus cartuchos de bala estaban lubricados con grasa de cerdo y vaca. Los cartuchos tenían que estar un poco abiertos, así que esto molestó a los soldados hindúes y musulmanes. La religión hindú consideraba que las vacas eran sagradas, y para los musulmanes el cerdo se consideraba haram. En un campamento, 85 de los 90 cipayos no aceptarían los cartuchos de su oficial de guarnición. Los británicos castigaban duramente a quienes no lo harían encarcelando. El pueblo indio se indignó, y el 10 de mayo de 1857, los cipayos marcharon a Delhi y, con la ayuda de soldados estacionados allí, lo capturaron. Afortunadamente para los británicos, muchas áreas se mantuvieron leales y en reposo, lo que permitió aplastar la revuelta después de feroces combates. Una consecuencia importante de la revuelta fue el colapso final de la dinastía mogol. El motín también puso fin al sistema de control dual bajo el cual el gobierno británico y la Compañía Británica de las Indias Orientales compartían autoridad. El gobierno relevó a la compañía de sus responsabilidades políticas, y en 1858, después de 258 años de existencia, la compañía renunció a su papel. Se reclutaron funcionarios públicos capacitados de graduados de universidades británicas, y estos hombres se dispusieron a gobernar la India. Lord Canning (creado conde en 1859), nombrado Gobernador General de India en 1856, se hizo conocido como "Estado de Clemencia" como un término de burla por sus esfuerzos para contener la venganza contra los indios durante el motín indio. Cuando el Gobierno de la India fue transferido de la Compañía a la Corona, Canning se convirtió en el primer virrey de la India.
La Compañía inició la primera de las guerras anglo-birmanas en 1824, que condujo a la anexión total de Birmania por la Corona en 1885. Los británicos gobernaron Birmania como provincia de la India británica hasta 1937, luego la administraron por separado bajo la Oficina de Birmania, excepto durante la ocupación japonesa de Birmania, 1942–1945, hasta que se le concedió la independencia el 4 de enero de 1948. (A diferencia de India, Birmania optó por no unirse a la Mancomunidad de Naciones).

### Auge del nacionalismo indio
Artículo principal: Movimiento de independencia indio
La negación de la igualdad de estatus para los indios fue el estímulo inmediato para la formación en 1885 del Congreso Nacional Indio, inicialmente leal al Imperio pero comprometido desde 1905 a un mayor autogobierno y en 1930 a la independencia absoluta. Los "cargos por el hogar", pagos transferidos desde la India por costos administrativos, fueron una fuente duradera de quejas nacionalistas, aunque el flujo disminuyó en importancia relativa durante décadas hasta la independencia en 1947.
Aunque la mayoría de los líderes políticos hindúes y minoritarios musulmanes pudieron colaborar estrechamente en sus críticas a la política británica en la década de 1920, el apoyo británico a una organización política musulmana distinta, la Liga Musulmana de 1906 y la insistencia de la década de 1920 en electorados separados para las minorías religiosas, es visto por muchos en la India como contribuyente a la discordia hindú-musulmana y a la eventual partición del país.

## Francia en Indochina
Artículo principal: Indochina francesa

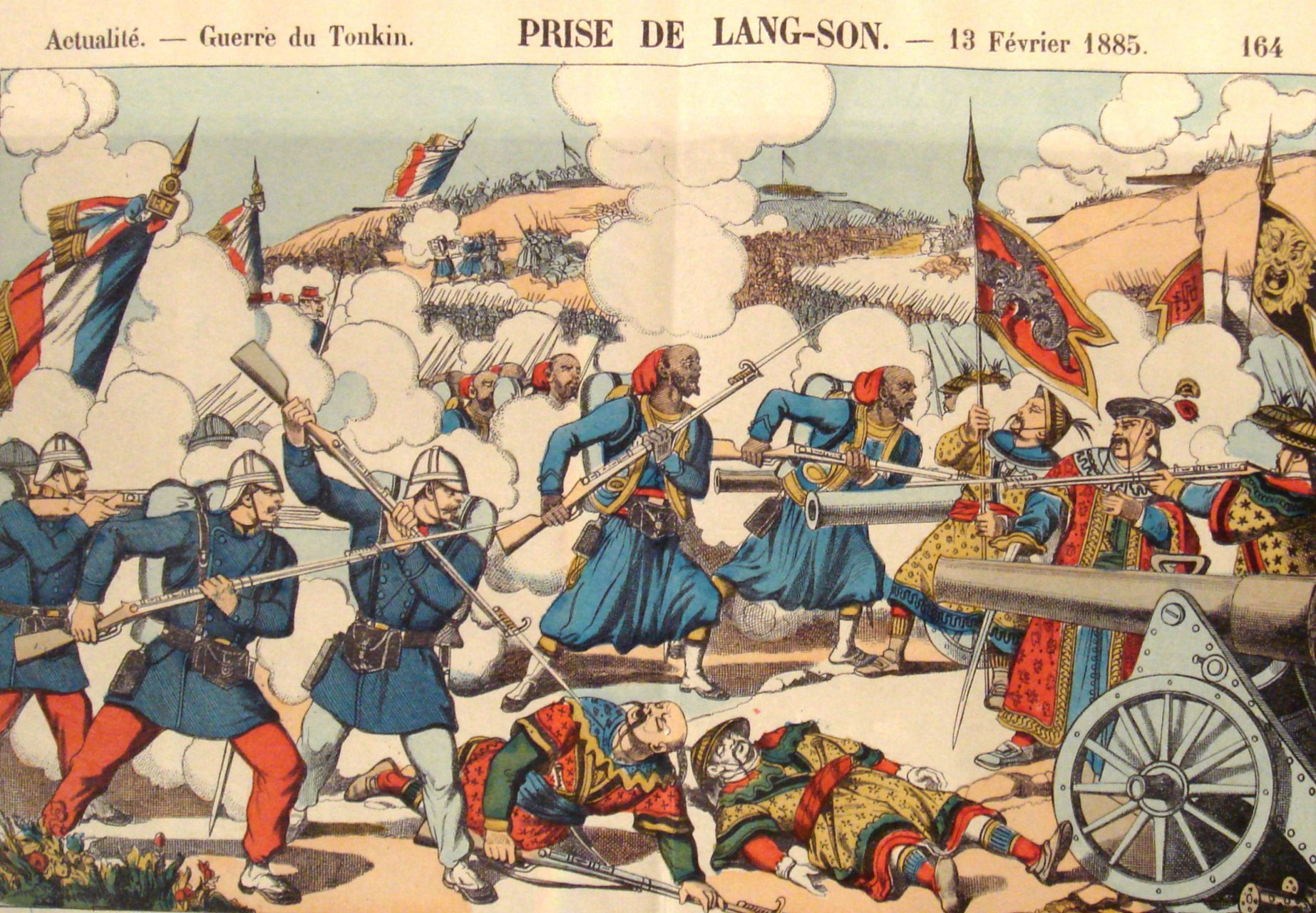
La captura de Lạng Sơn en 1885.

Francia, que había perdido su imperio frente a los británicos a finales del siglo XVIII, tenía pocas bases geográficas o comerciales para la expansión en el sudeste asiático. Después de la década de 1850, el imperialismo francés fue impulsado inicialmente por una necesidad nacionalista de rivalizar con el Reino Unido y fue apoyado intelectualmente por la noción de que la cultura francesa era superior a la del pueblo de Annam (Vietnam), y su mission civilisatrice, de los vietnamitas a través de su asimilación a la cultura francesa y la religión católica. El pretexto para el expansionismo francés en Indochina fue la protección de las misiones religiosas francesas en el área, junto con el deseo de encontrar una ruta del sur a China a través de Tonkín, el nombre europeo para una región del norte de Vietnam.
Los intereses religiosos y comerciales franceses se establecieron en Indochina ya en el siglo XVII, pero no fue posible un esfuerzo concertado para estabilizar la posición francesa frente a la fuerza británica en el Océano Índico y la derrota francesa en Europa a principios del siglo XIX. Un renacimiento religioso de mediados del siglo XIX bajo el Segundo Imperio proporcionó la atmósfera dentro de la cual creció el interés en Indochina. Las persecuciones anticristianas en el Lejano Oriente sirvieron de pretexto para el bombardeo de Tourane (Danang) en 1847, y la invasión y ocupación de Danang en 1857 y Saigón en 1858. Bajo Napoleón III, Francia decidió que el comercio francés con China sería superado por los británicos, y en consecuencia los franceses se unieron a los británicos contra China en la segunda guerra del Opio de 1857 a 1860, y ocuparon partes de Vietnam como su puerta de entrada a China.
Por el Tratados de Saigón en 1862, el 5 de junio, el emperador vietnamita cedió a Francia tres provincias del sur de Vietnam para formar la colonia francesa de Cochinchina; Francia también aseguró privilegios comerciales y religiosos en el resto de Vietnam y un protectorado sobre las relaciones exteriores de Vietnam. Poco a poco, el poder francés se extendió a través de la exploración, el establecimiento de protectorados y anexiones directas. Su toma de Hanói en 1882 condujo directamente a la guerra con China (1883-1885), y la victoria francesa confirmó la supremacía francesa en la región. Francia gobernó Cochinchina como una colonia directa, y Vietnam central y septentrional bajo los protectorados de Annam y Tonkin, y Camboya como protectorados en un grado u otro. Laos también fue pronto sometido a la "protección" francesa.
A principios del siglo XX, Francia había creado un imperio en Indochina casi un 50 por ciento más grande que la madre patria. Un gobernador general en Hanói gobernó Cochinchina directamente y las otras regiones a través de un sistema de residentes. Teóricamente, los franceses mantuvieron los gobernantes precoloniales y las estructuras administrativas en Annam, Tonkin, Cochinchina, Camboya y Laos, pero en realidad la gobernación general era un régimen fiscal y administrativo centralizado que gobernaba toda la región. Aunque las instituciones nativas sobrevivientes fueron preservadas para hacer más aceptable el dominio francés, fueron privadas casi por completo de cualquier independencia de acción. Los etnocéntricos administradores coloniales franceses intentaron asimilar a las clases altas en la "cultura superior" de Francia. Mientras que los franceses mejoraron los servicios públicos y proporcionaron estabilidad comercial, el nivel de vida nativo disminuyó y las estructuras sociales precoloniales se erosionaron. Indochina, que tenía una población de más de dieciocho millones en 1914, era importante para Francia por su estaño, pimienta, carbón, algodón y arroz. Sin embargo, todavía es un tema de debate si la colonia fue comercialmente rentable.

## Rusia y "El gran juego"
Artículo principal: El Gran Juego
Ver también: Conquista rusa de Siberia y Conquista rusa de Asia Central

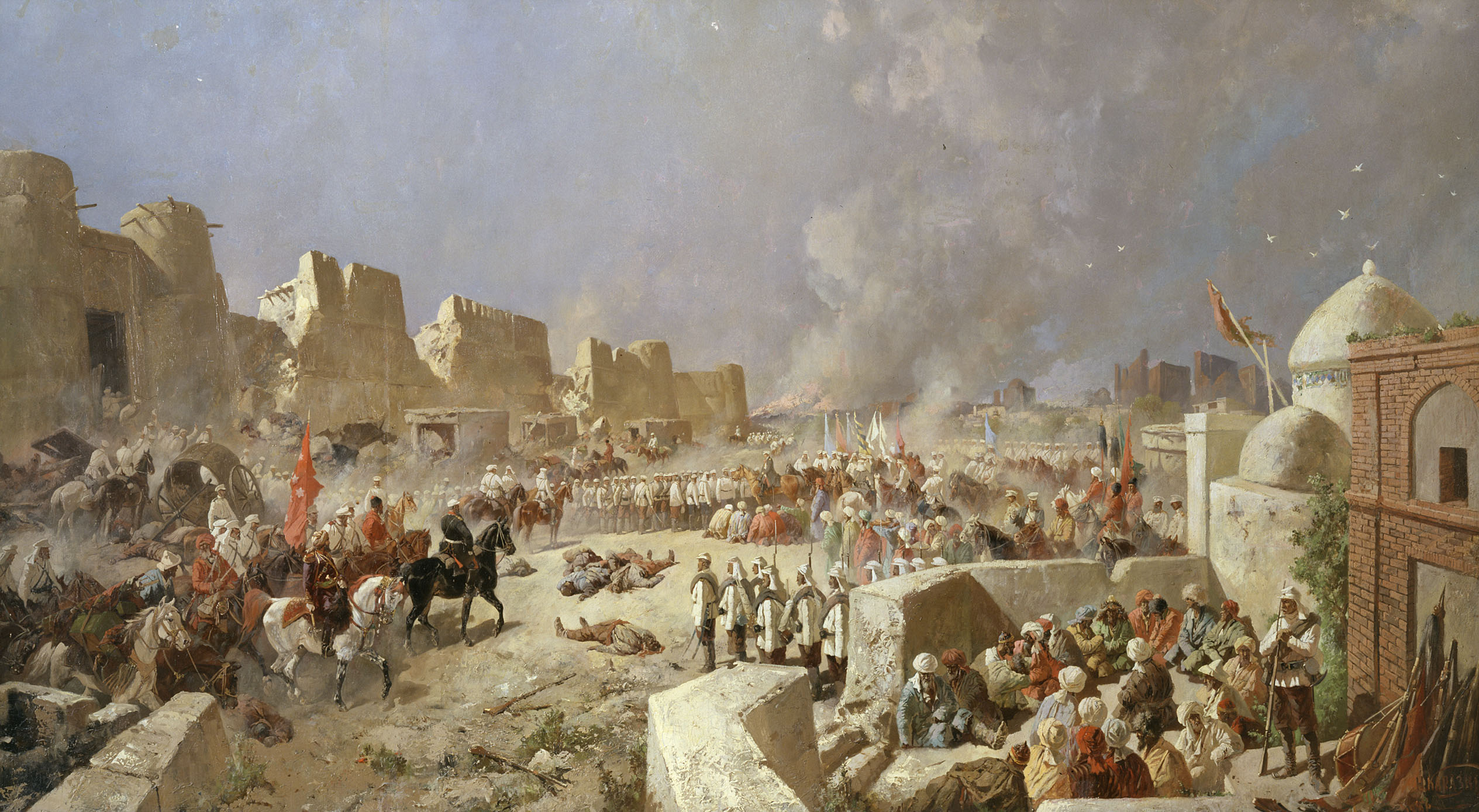
Tropas rusas tomando Samarcanda en 1868.

La Rusia zarista a menudo no se considera una potencia colonial como el Reino Unido o Francia debido a la forma de las expansiones rusas: a diferencia del Reino Unido, que se expandió en el extranjero, el imperio ruso creció desde el centro hacia afuera por un proceso de acreción, como los Estados Unidos. En el siglo XIX, la expansión rusa tomó la forma de una lucha de un país sin litoral por el acceso a un puerto de aguas cálidas.
La dinastía Qing derrotó a Rusia en los conflictos fronterizos sino-rusos.
Mientras los británicos estaban consolidando su dominio sobre la India, la expansión rusa se había movido constantemente hacia el este hacia el Pacífico, luego hacia el Medio Oriente. A principios del siglo XIX logró conquistar el Cáucaso meridional y Daguestán de Qajar Irán después de la Guerra ruso-persa (1804–13), la Guerra ruso-persa (1826–28) y los tratados venideros de Gulistán y Turkmenchay, dando Rusia limita directamente con el corazón de la Turquía persa y otomana. Más tarde, finalmente llegaron a las fronteras de Afganistán también (que tenía la mayor frontera extranjera adyacente a las propiedades británicas en India). En respuesta a la expansión rusa, la defensa de las fronteras terrestres de la India y el control de todos los accesos marítimos al Subcontinente a través del Canal de Suez, el Mar Rojo y el Golfo Pérsico se convirtieron en preocupaciones de la política exterior británica en el siglo XIX.
La rivalidad anglo-rusa en el Medio Oriente y Asia Central llevó a una breve confrontación sobre Afganistán en la década de 1870. En Persia (Irán), ambas naciones crearon bancos para extender su influencia económica. El Reino Unido llegó a invadir el Tíbet, una tierra subordinada al imperio chino, en 1904, pero se retiró cuando quedó claro que la influencia rusa era insignificante y cuando la resistencia china resultó más dura de lo esperado.
En 1907, el Reino Unido y Rusia firmaron un acuerdo que, en la superficie, acabó con su rivalidad en Asia Central. (ver Entente anglo-rusa) Como parte de la entente, Rusia acordó tratar con el soberano de Afganistán solo a través de intermediarios británicos. A su vez, el Reino Unido no se anexaría ni ocuparía Afganistán. La soberanía china sobre el Tíbet también fue reconocida tanto por Rusia como por el Reino Unido, ya que el control nominal por parte de una China débil era preferible al control de cualquiera de las potencias. Persia se dividió en esferas de influencia rusas y británicas y en una zona "neutral" intermedia. El Reino Unido y Rusia decidieron alcanzar estos compromisos incómodos debido a la creciente preocupación de ambas potencias por la expansión alemana en áreas estratégicas de China y África.
Después de la entente, Rusia intervino cada vez más en la política doméstica persa y suprimió los movimientos nacionalistas que amenazaban tanto a San Petersburgo como a Londres. Después de la Revolución rusa, Rusia renunció a su reclamo de una esfera de influencia, aunque la participación soviética persistió junto con la del Reino Unido hasta la década de 1940.
En el Medio Oriente, en Persia (Irán) y el Imperio Otomano, una compañía alemana construyó un ferrocarril desde Constantinopla hasta Bagdad y el Golfo Pérsico en este último, mientras que construyó un ferrocarril desde el norte del país hacia el sur, conectando el Cáucaso con el Golfo Pérsico en el primero. Alemania quería ganar influencia económica en la región y luego, tal vez, pasar a la India. Esto se encontró con una amarga resistencia por parte del Reino Unido, Rusia y Francia, que dividieron la región entre ellos.

## Intrusiones de Europa occidental y Rusia en China
Artículo principal: Extraterritorialidad en China

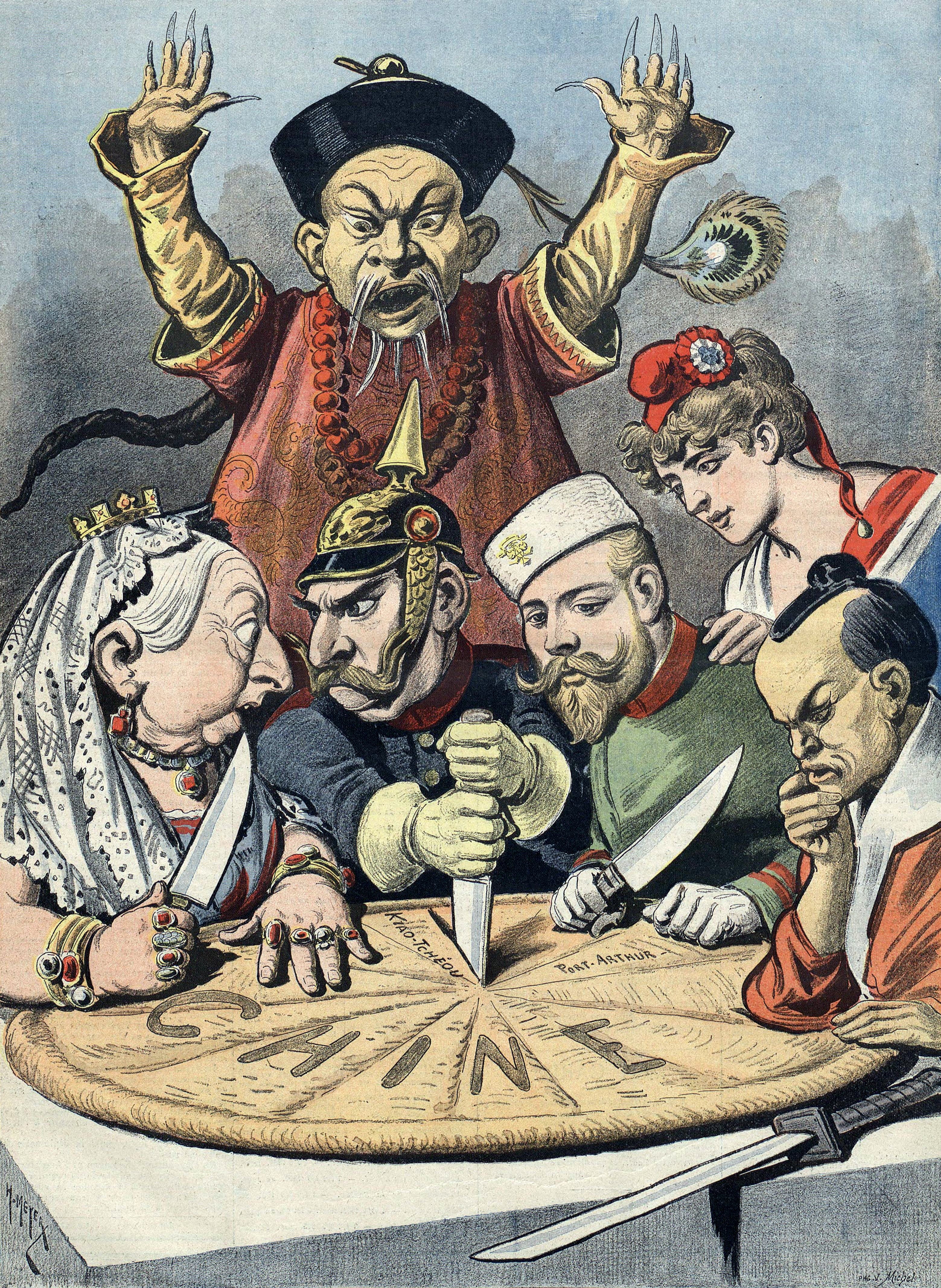
La Reina Victoria (Reino Unido), el Káiser Guillermo II (Alemania), el Zar Nicolás II (Rusia), Marianne (Francia) y un samurái (Japón) cortando un pastel con "China" escrito en él. En el fondo un oficial manchú protesta intentando detener el reparto.

El siglo XVI trajo a muchos misioneros jesuitas a China, como Matteo Ricci, quien estableció misiones donde se introdujo la ciencia occidental y donde los europeos adquirieron conocimiento de la sociedad, historia, cultura y ciencia chinas. Durante el siglo XVIII, los comerciantes de Europa occidental llegaron a China en cantidades cada vez mayores. Sin embargo, los comerciantes estaban confinados en Guangzhou y la colonia portuguesa de Macao, como lo habían estado desde el siglo XVI. Los comerciantes europeos estaban cada vez más irritados por lo que veían como los aranceles aduaneros relativamente altos que tenían que pagar y por los intentos de frenar el creciente comercio de importación de opio. Para 1800, su importación estaba prohibida por el gobierno imperial. Sin embargo, el comercio de opio continuó en auge.
A principios del siglo XIX, se desarrollaron serias debilidades internas en la dinastía Qing que dejaron a China vulnerable al imperialismo occidental, japonés del período Meiji y ruso. En 1839, China se encontró luchando en la primera guerra del Opio con Gran Bretaña. China fue derrotada y, en 1842, firmó las disposiciones del Tratado de Nanking, que fueron los primeros tratados desiguales firmados durante la dinastía Qing. La isla de Hong Kong se cedió a Gran Bretaña, y ciertos puertos, incluidos Shanghái y Guangzhou, se abrieron al comercio y la residencia británica. En 1856, estalló la segunda guerra del Opio. Los chinos fueron nuevamente derrotados y ahora obligados a cumplir los términos del Tratado de Tientsin de 1858. El tratado abrió nuevos puertos para el comercio y permitió a los extranjeros viajar al interior. Además, los cristianos obtuvieron el derecho de propagar su religión. El Tratado de Wanghia y Rusia de los Estados Unidos más tarde obtuvo las mismas prerrogativas en tratados separados.
A fines del siglo XIX, China apareció en el camino hacia el desmembramiento territorial y el vasallaje económico, el destino de los gobernantes de la India que se desarrolló mucho antes. Varias disposiciones de estos tratados causaron amargura y humillación de larga data entre los chinos: extraterritorialidad (lo que significa que en una disputa con una persona china, un occidental tenía derecho a ser juzgado en un tribunal bajo las leyes de su propio país), regulación aduanera y el derecho a estacionar buques de guerra extranjeros en aguas chinas, incluidos sus ríos navegables.
Jane E. Elliott criticó la afirmación de que China se negó a modernizarse o no pudo derrotar a los ejércitos occidentales como simplista, y señaló que China se embarcó en una modernización militar masiva a fines del siglo XIX después de varias derrotas, comprando armas de países occidentales y fabricando las suyas propias en arsenales, como el Arsenal de Hanyang durante la Rebelión Boxer. Además, Elliott cuestionó la afirmación de que la sociedad china estaba traumatizada por las victorias occidentales, ya que muchos campesinos chinos (90% de la población en ese momento) que vivían fuera de las concesiones continuaron con sus vidas cotidianas, sin interrupciones y sin ningún sentimiento de "humillación".
Los historiadores han juzgado que la vulnerabilidad y la debilidad de la dinastía Qing ante el imperialismo extranjero en el siglo XIX se basaron principalmente en su debilidad naval marítima mientras lograba el éxito militar contra los occidentales en tierra, el historiador Edward L. Dreyer dijo que "las humillaciones de China en el siglo XIX fueron fuertemente relacionado con su debilidad y fracaso en el mar. Al comienzo de la Guerra del Opio, China no tenía una armada unificada y no tenía idea de cuán vulnerable era para atacar desde el mar; las fuerzas británicas navegaban y navegaban donde quisieran ir. La guerra de la Flecha (1856-60), los chinos no tenían forma de evitar que la expedición anglo-francesa de 1860 navegara hacia el Golfo de Zhili y aterrizara lo más cerca posible de Beijing. Mientras tanto, nuevos pero no exactamente modernos ejércitos chinos suprimieron a mediados del siglo rebeliones, arrojaron a Rusia a un acuerdo pacífico de fronteras en disputa en Asia Central y derrotaron a las fuerzas francesas en tierra en la Guerra Sino-Francesa (1884-85). Pero la derrota de la flota, y la amenaza resultante para el tráfico de barcos de vapor a Taiwán, obligó a China a concluir la paz en términos desfavorables".
Durante la Guerra franco-china, las fuerzas chinas derrotaron a los franceses en la batalla de Cầu Giấy (Puente de papel), la emboscada de Bắc Lệ, la batalla de Phu Lam Tao, la batalla de Zhenhai, la batalla de Tamsui en la campaña Keelung y en la última batalla que puso fin a la guerra, la batalla de Bang Bo (Paso Zhennan), que desencadenó la retirada francesa de Lạng Sơn y provocó el colapso del gobierno francés de Jules Ferry en el asunto Tonkin.
La dinastía Qing obligó a Rusia a entregar el territorio en disputa en Ili en el Tratado de San Petersburgo (1881), en lo que fue ampliamente visto por Occidente como una victoria diplomática para los Qing. Rusia reconoció que Qing China potencialmente representaba una seria amenaza militar. Los medios de comunicación en Occidente durante esta época describieron a China como una potencia militar en ascenso debido a sus programas de modernización y como una gran amenaza para el mundo occidental, invocando temores de que China conquistaría con éxito las colonias occidentales como Australia.
El observador británico Demetrius Charles de Kavanagh Boulger sugirió una alianza británico-china para controlar la expansión rusa en Asia Central.
Durante la crisis de Ili, cuando Qing China amenazó con ir a la guerra contra Rusia por la ocupación rusa de Ili, el oficial británico Charles George Gordon fue enviado a China por Gran Bretaña para asesorar a China sobre las opciones militares contra Rusia en caso de que estallara una guerra potencial entre China y Rusia.
Los rusos observaron a los chinos acumulando su arsenal de armas modernas durante la crisis de Ili, los chinos compraron miles de rifles a Alemania. En 1880, se enviaron grandes cantidades de equipo militar y rifles a Amberes en botes a China, ya que China compró torpedos, artillería y 260,260 fusiles modernos de Europa.
El observador militar ruso DV Putiatia visitó China en 1888 y descubrió que en el noreste de China (Manchuria) a lo largo de la frontera chino-rusa, los soldados chinos podían convertirse en expertos en "tácticas europeas" bajo ciertas circunstancias, y los soldados chinos estaban armados con armas modernas como artillería Krupp, carabinas Winchester y fusiles Mauser.
En comparación con las áreas controladas por Rusia, se otorgaron más beneficios al Kirghiz musulmán en las áreas controladas por China. Los colonos rusos lucharon contra el nómada musulmán Kirghiz, lo que llevó a los rusos a creer que Kirghiz sería una responsabilidad en cualquier conflicto contra China. Los musulmanes Kirghiz estaban seguros de que en una próxima guerra, China derrotaría a Rusia.
Los sinólogos rusos, los medios de comunicación rusos, la amenaza de rebelión interna, el estatus de paria infligido por el Congreso de Berlín, el estado negativo de la economía rusa llevaron a Rusia a conceder y negociar con China en San Petersburgo y devolver la mayor parte de Ili a China.

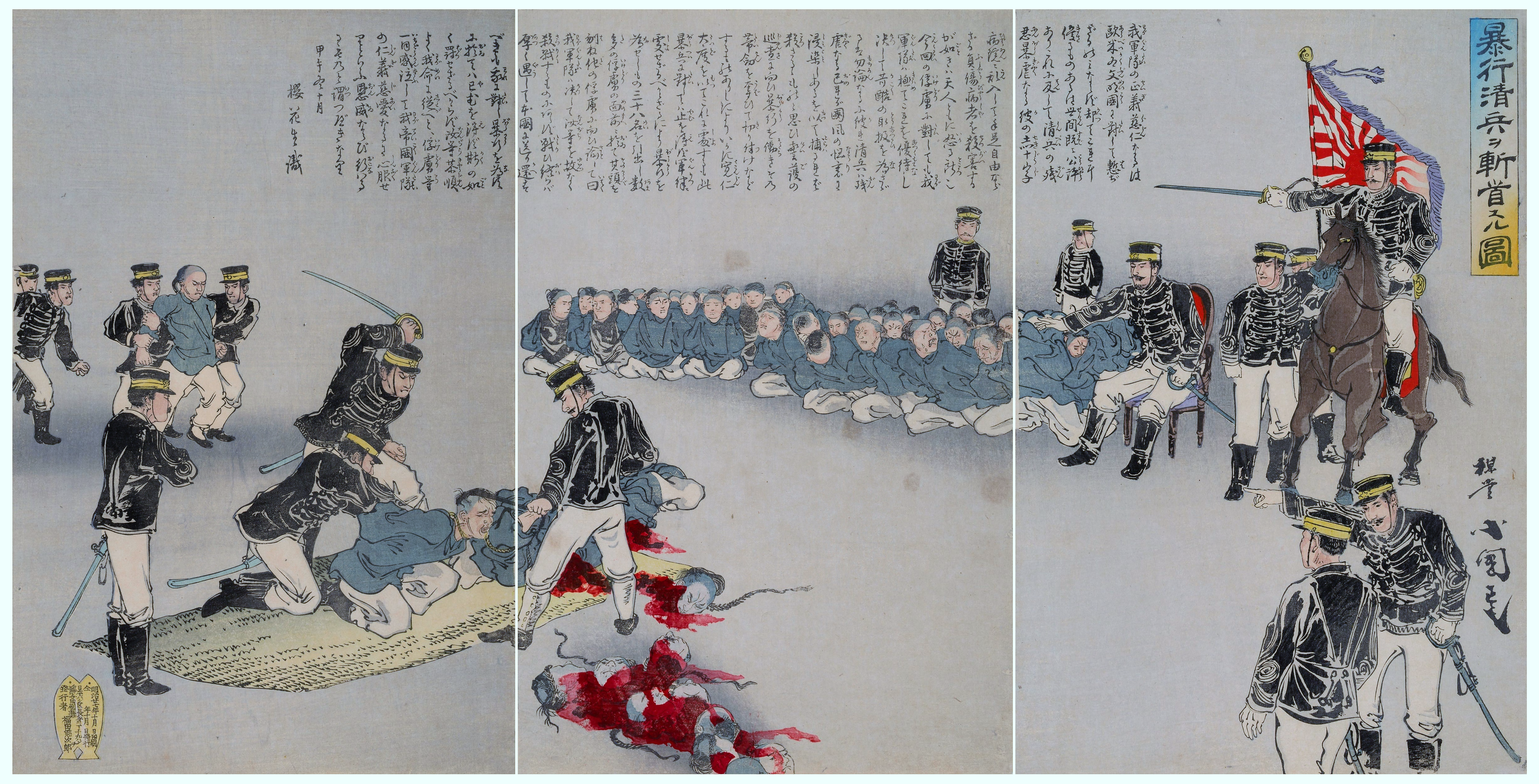
Ilustración japonesa que representa la decapitación de los cautivos chinos. Primera guerra sino-japonesa de 1894–5

El surgimiento de Japón desde la Restauración Meiji como potencia imperial condujo a una mayor subyugación de China. En una disputa sobre el antiguo reclamo de soberanía de China en Corea, estalló la guerra entre China y Japón, lo que resultó en una humillante derrota para los chinos. Por el Tratado de Shimonoseki (1895), China se vio obligada a reconocer el dominio efectivo japonés de Corea y Taiwán fue cedido a Japón hasta su recuperación en 1945 al final de la Segunda Guerra Mundial por la República de China.

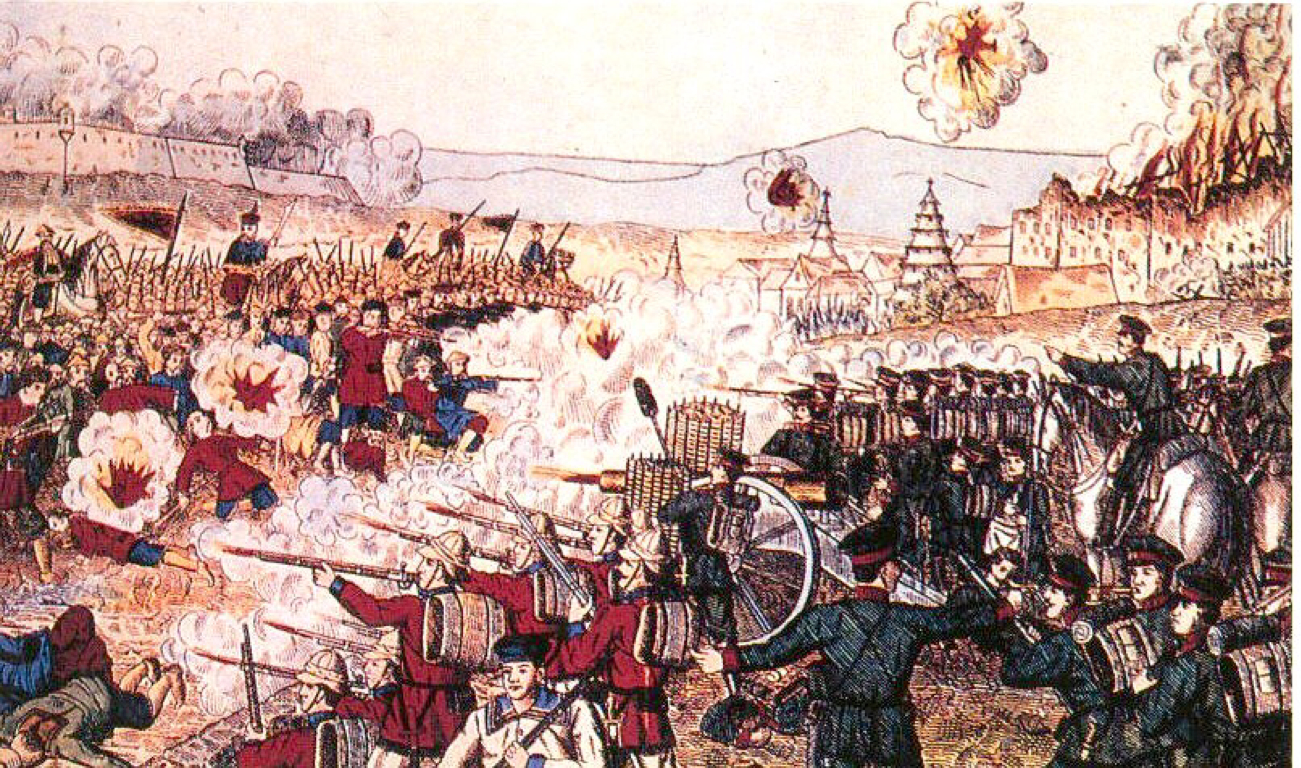
Las fuerzas británicas y japonesas se enfrentan a los bóxers en la batalla, 1900.

La derrota de China a manos de Japón fue otro detonante para futuras acciones agresivas de las potencias occidentales. En 1897, Alemania exigió y recibió un conjunto de derechos exclusivos de minería y ferrocarril en la provincia de Shandong. Rusia obtuvo acceso a Dairen y Port Arthur y el derecho a construir un ferrocarril a través de Manchuria, logrando así el dominio completo sobre una gran parte del noroeste de China. El Reino Unido y Francia también recibieron una serie de concesiones. En este momento, gran parte de China estaba dividida en "esferas de influencia": Alemania dominaba la bahía de Jiaozhou (Kiaochow), Shandong y el valle del río Amarillo; Rusia dominó la península de Liaodong y Manchuria; el Reino Unido dominó Weihaiwei y el valle de Yangtsé; y Francia dominó la bahía de Guangzhou y varias otras provincias del sur.
China continuó dividida en estas esferas hasta que Estados Unidos, que no tenía esfera de influencia, se alarmó ante la posibilidad de que sus empresarios fueran excluidos de los mercados chinos. En 1899, el secretario de Estado John Hay solicitó a las principales potencias que aceptaran una política de igualdad de privilegios comerciales. En 1900, varias potencias acordaron el esquema respaldado por Estados Unidos, dando lugar a la política de "puertas abiertas", que denota la libertad de acceso comercial y la no anexión del territorio chino. En cualquier caso, a las potencias europeas les interesaba tener un gobierno chino débil pero independiente. Los privilegios de los europeos en China estaban garantizados en forma de tratados con el gobierno Qing. En el caso de que el gobierno Qing se derrumbara por completo, cada poder se arriesgaba a perder los privilegios que ya había negociado.
La erosión de la soberanía china y la toma de tierras por parte de chinos por parte de extranjeros contribuyeron a un brote espectacular anti-extranjero en junio de 1900, cuando los "Boxers" (propiamente la sociedad de los "puños justos y armoniosos") atacaron a los extranjeros alrededor de Beijing. La Corte Imperial se dividió en facciones anti-extranjeras y pro-extranjeras, con la facción pro-extranjera dirigida por Ronglu y el Príncipe Qing obstaculizando cualquier esfuerzo militar de la facción anti-extranjera dirigida por el Príncipe Duan y Dong Fuxiang. La emperatriz viuda Qing ordenó que se cortaran todos los lazos diplomáticos y que todos los extranjeros dejaran las legaciones en Beijing para ir a Tianjin. Los extranjeros se negaron a irse. Impulsada por informes completamente falsos de que los extranjeros en las legaciones fueron masacrados, la Alianza de las Ocho Naciones decidió lanzar una expedición en Beijing para llegar a las legaciones, pero subestimaron al ejército Qing. Los Qing y los Boxers derrotaron a los extranjeros en la Expedición Seymour, obligándolos a regresar en la batalla de Langfang. En respuesta al ataque extranjero a los fuertes Dagu , los Qing respondieron declarando la guerra contra los extranjeros. Las fuerzas Qing y los extranjeros libraron una feroz batalla en la Batalla de Tientsin antes de que los extranjeros pudieran lanzar una segunda expedición. En su segundo intento, Expedición de Gaselee, con una fuerza mucho mayor, los extranjeros lograron llegar a Beijing y luchar en la batalla de Pekín (1900). Las fuerzas británicas y francesas saquearon, saquearon e incendiaron el antiguo Palacio de Verano por segunda vez (la primera vez en 1860, después de la segunda guerra del Opio). Las fuerzas alemanas fueron particularmente severas al exigir venganza por el asesinato de su embajador debido a las órdenes del Kaiser Wilhelm II, quien tenía sentimientos anti-asiáticos, mientras que Rusia apretó su control sobre Manchuria en el noreste hasta su aplastante derrota de Japón en la guerra de 1904-1905. La corte Qing evacuó a Xi'an y amenazó con continuar la guerra contra los extranjeros, hasta que los extranjeros atemperaron sus demandas en el Protocolo Bóxer, prometiendo que China no tendría que ceder ninguna tierra y renunció a las demandas para la ejecución de Dong Fuxiang. y el príncipe Duan.
El corresponsal Douglas Story observó a las tropas chinas en 1907 y alabó sus habilidades y destrezas militares.
El Reino Unido y los Estados Unidos abandonaron la jurisdicción extraterritorial en 1943. Chiang Kai-shek obligó a los franceses a entregar todas sus concesiones al control de China después de la Segunda Guerra Mundial. El control político extranjero sobre las partes arrendadas de China terminó con la incorporación de Hong Kong y el pequeño territorio portugués de Macao a la República Popular China en 1997 y 1999, respectivamente.

## Imperialismo estadounidense en China
Artículo principal: Adquisiciones territoriales de los Estados Unidos

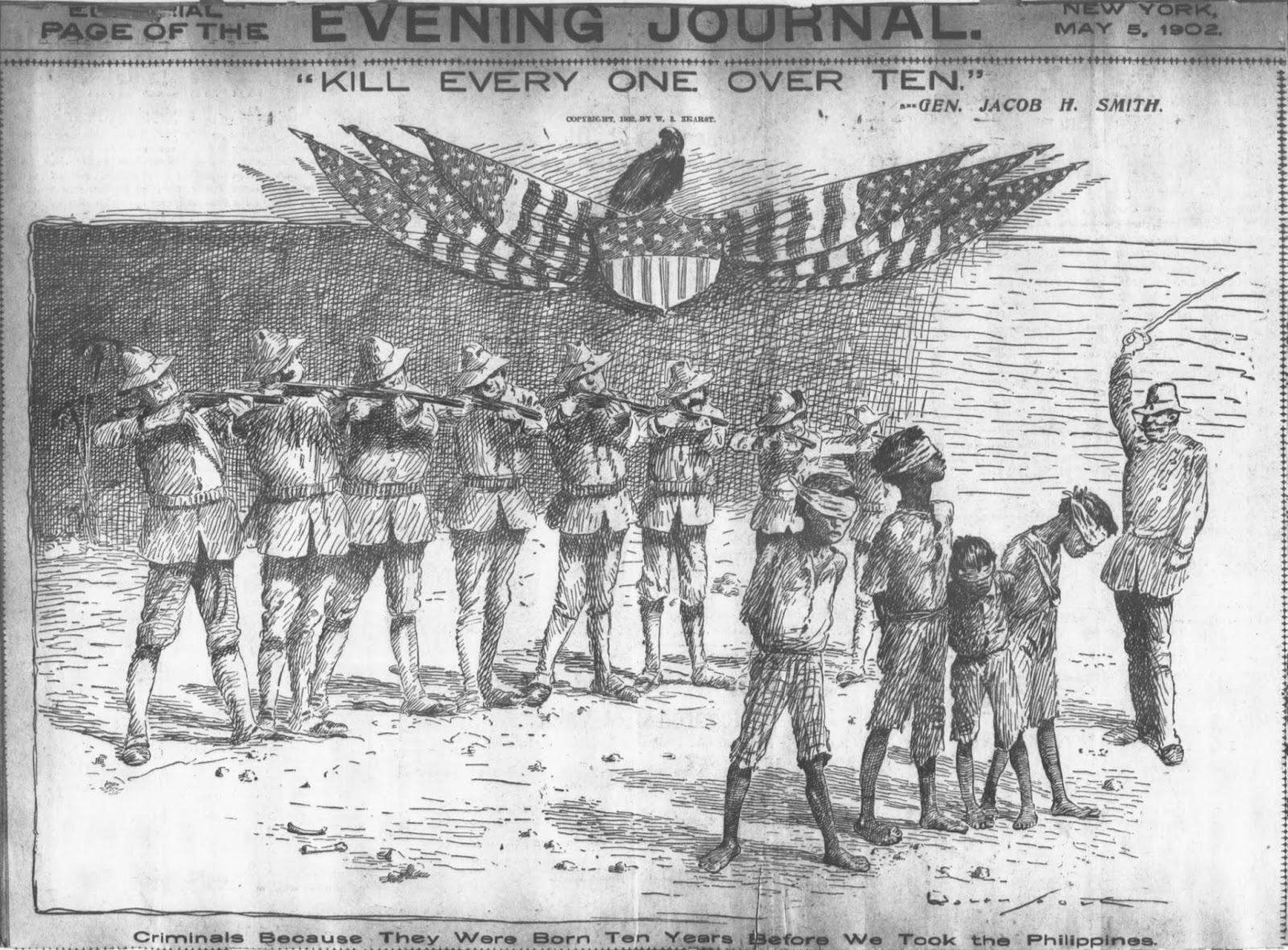
Una de las caricaturas más infames del New York Journal, que representa la orden del general de guerra filipino-estadounidense Jacob H. Smith "Matad a todos los mayores de diez", de la portada el 5 de mayo de 1902.

Algunos estadounidenses en el siglo XIX abogaron por la anexión de Taiwán a China. Los aborígenes en Taiwán a menudo atacaban y masacraban a los marineros occidentales que naufragaban. En 1867, durante el incidente del Rover, los aborígenes taiwaneses atacaron a los marineros estadounidenses naufragados, matando a toda la tripulación. Posteriormente derrotaron a una expedición de represalia por parte del ejército estadounidense y mataron a otro estadounidense durante la batalla.
A medida que Estados Unidos emergió como una nueva potencia imperial en el Pacífico y Asia, a una de las dos potencias imperialistas occidentales más antiguas de las regiones, España, le resultaba cada vez más difícil mantener el control de los territorios que había tenido en las regiones desde el siglo XVI. En 1896, una revuelta generalizada contra el dominio español estalló en Filipinas. Mientras tanto, la reciente serie de ganancias territoriales de EE. UU. en el Pacífico planteó una amenaza aún mayor para las propiedades coloniales restantes de España.
A medida que Estados Unidos continuó expandiendo su poder económico y militar en el Pacífico, declaró la guerra a España en 1898. Durante la guerra hispanoamericana, el Almirante Dewey destruyó la flota española en Manila y las tropas estadounidenses desembarcaron en Filipinas. Más tarde, España acordó por tratado ceder Filipinas en Asia y Guam en el Pacífico. En el Caribe, España cedió Puerto Rico a los EE. UU. La guerra también marcó el final del dominio español en Cuba, a la que se le debía otorgar la independencia nominal, pero siguió estando fuertemente influenciada por el gobierno de EE. UU. y los intereses comerciales de EE. UU. un año después de su tratado con España, Estados Unidos ocupó el pequeño puesto avanzado de Wake Island en el Pacífico.
Los filipinos, que asistieron a las tropas estadounidenses en la lucha contra los españoles, deseaban establecer un estado independiente y, el 12 de junio de 1898, declararon su independencia de España. En 1899, estalló la lucha entre los nacionalistas filipinos y los Estados Unidos; Le tomó a Estados Unidos casi quince años someter completamente a la insurgencia. Estados Unidos envió 70.000 soldados y sufrió miles de bajas. Sin embargo, los insurgentes filipinos sufrieron bajas considerablemente mayores que los estadounidenses. La mayoría de las bajas en la guerra fueron civiles que murieron principalmente por enfermedades.
Los ataques de los Estados Unidos al campo a menudo incluyeron campañas de tierra arrasada donde pueblos enteros fueron quemados y destruidos, y concentraron a los civiles en campos conocidos como "zonas protegidas". La mayoría de estas víctimas civiles se debieron a enfermedades y hambrunas. Los informes sobre la ejecución de soldados estadounidenses hechos prisioneros por los filipinos llevaron a represalias desproporcionadas por parte de las fuerzas estadounidenses.
Los musulmanes moro lucharon contra los estadounidenses en la rebelión de Moro.
En 1914, Dean C. Worcester, secretario del Interior de los Estados Unidos para Filipinas (1901-1913) describió "el régimen de civilización y mejora que comenzó con la ocupación estadounidense y resultó en el desarrollo de salvajes desnudos en hombres cultos y educados". Sin embargo, algunos estadounidenses, como Mark Twain, se opusieron profundamente a la participación/imperialismo estadounidense en Filipinas, lo que llevó al abandono de los intentos de construir una base naval estadounidense permanente y usarla como punto de entrada al mercado chino. En 1916, el Congreso garantizó la independencia de Filipinas en 1945.

## Primera Guerra Mundial: cambios en el imperialismo
La Primera Guerra Mundial provocó la caída de varios imperios en Europa. Esto tuvo repercusiones en todo el mundo. Las potencias centrales derrotadas incluyeron Alemania y el Imperio Otomano. Alemania perdió todas sus colonias en Asia. La Nueva Guinea Alemana, parte de Papúa Nueva Guinea, fue administrada por Australia. Las posesiones y concesiones alemanas en China, incluido Qingdao, se convirtieron en tema de controversia durante la Conferencia de Paz de París cuando el gobierno de Beiyang en China acordó ceder estos intereses a Japón, para ira de muchos chinos. Aunque los diplomáticos chinos se negaron a firmar el acuerdo, estos intereses fueron cedidos a Japón con el apoyo de los Estados Unidos y el Reino Unido.
Turquía renunció a sus provincias; Siria, Palestina y Mesopotamia (ahora Irak) quedaron bajo el control francés y británico como mandatos de la Liga de las Naciones. El descubrimiento de petróleo primero en Irán y luego en las tierras árabes en el interbellum proporcionó un nuevo enfoque para la actividad por parte del Reino Unido, Francia y los Estados Unidos.

## Japón
Artículo principal: Nacionalismo japonés y Militarismo japonés

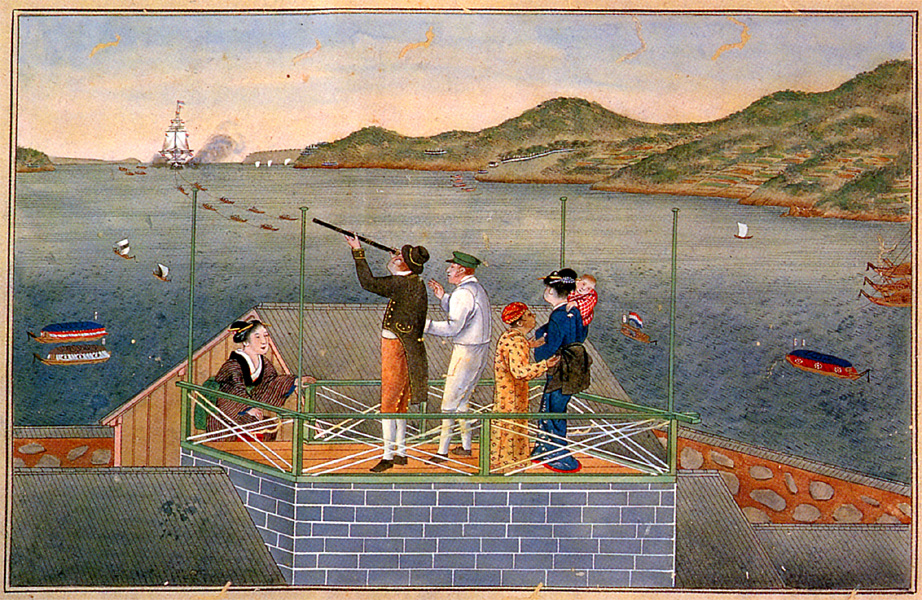
Los europeos en Dejima, la colonia comercial holandesa en el puerto de Nagasaki, a principios del siglo.

En 1641, todos los occidentales fueron expulsados de Japón. Durante los siguientes dos siglos, Japón estuvo libre del contacto occidental, excepto en el puerto de Nagasaki, donde Japón permitió la entrada de buques mercantes holandeses de forma limitada.
La libertad de Japón del contacto con Occidente terminó el 8 de julio de 1853, cuando el comodoro Matthew Perry, de la Armada de los EE. UU., navegó un escuadrón de buques de guerra de casco negro en el puerto de Edo (moderno Tokio). Los japoneses le dijeron a Perry que navegara a Nagasaki, pero él se negó. Perry buscó presentar una carta del presidente de los Estados Unidos, Millard Fillmore, al emperador que exigía concesiones de Japón. Las autoridades japonesas respondieron afirmando que no podían presentar la carta directamente al emperador, pero programaron una reunión para el 14 de julio con un representante del emperador. El 14 de julio, el escuadrón navegó hacia la costa, dando una demostración de la potencia de fuego de sus cañones trece veces. Perry aterrizó con un gran destacamento de marines y presentó al representante del emperador la carta de Fillmore. Perry dijo que regresaría, y lo hizo, esta vez con aún más barcos de guerra. La demostración de fuerza de los EE. UU. Condujo a la concesión de Japón al Tratado de Kanagawa el 31 de marzo de 1854. Este tratado confirió extraterritorialidad a los ciudadanos estadounidenses, y también abrió nuevos puertos de tratados más allá de Nagasaki. Este tratado fue seguido por tratados similares con el Reino Unido, los Países Bajos, Rusia y Francia. Estos eventos hicieron que las autoridades japonesas se dieran cuenta de que el país carecía tecnológicamente y necesitaba la fuerza del industrialismo para mantener su poder. Esta realización finalmente condujo a una guerra civil y una reforma política conocida como Restauración Meiji.
La Restauración Meiji de 1868 condujo a una revisión administrativa, deflación y posterior desarrollo económico rápido. Japón tenía recursos naturales limitados propios y buscó mercados en el extranjero y fuentes de materias primas, impulsando un impulso para la conquista imperial que comenzó con la derrota de China en 1895.

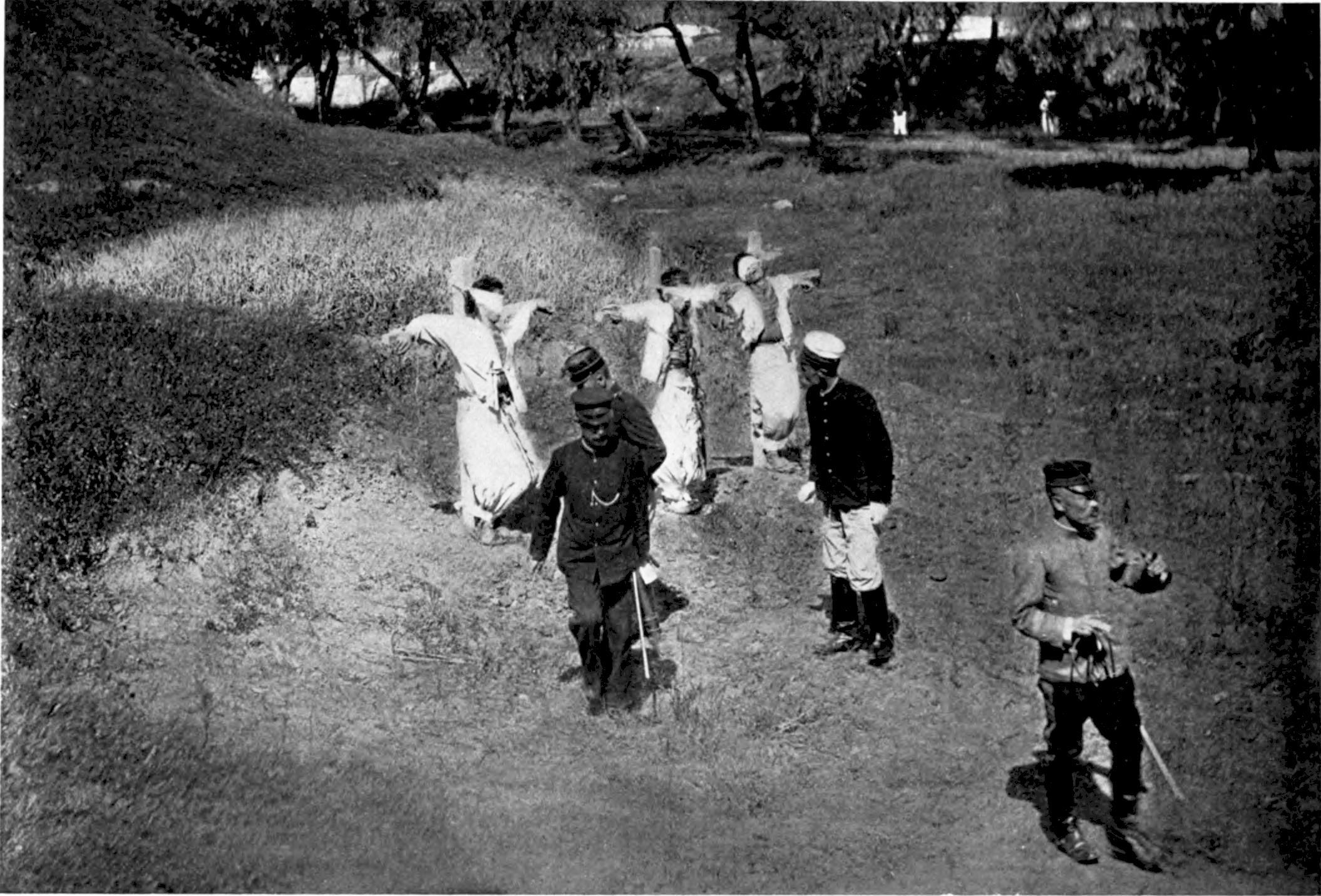
Tres coreanos dispararon por levantar los rieles como protesta contra la toma de tierras sin pago por parte de los japoneses.

Taiwán, cedido por la dinastía Qing China, se convirtió en la primera colonia japonesa. En 1899, Japón ganó acuerdos de las grandes potencias para abandonar la extraterritorialidad de sus ciudadanos, y una alianza con el Reino Unido lo estableció en 1902 como una potencia internacional. Su espectacular derrota de la armada rusa en 1905 le dio la mitad sur de la isla de Sajalín; influencia japonesa exclusiva sobre Corea (proximidad); el antiguo arrendamiento ruso de la península de Liaodong con Port Arthur (Lüshunkou); y amplios derechos en Manchuria (ver la guerra ruso-japonesa).
El Imperio del Japón y la dinastía Joseon en Corea formaron relaciones diplomáticas bilaterales en 1876. China perdió su soberanía de Corea después de la derrota en la Guerra sino-japonesa en 1894. Rusia también perdió influencia en la península coreana con el Tratado de Portsmouth como resultado de la guerra ruso-japonesa en 1904. La dinastía Joseon se hizo cada vez más dependiente de Japón. Corea se convirtió en un protectorado de Japón con el Tratado Japón-Corea de 1905. Corea fue anexada de jure a Japón con el Tratado Japón-Corea de 1910.
Japón era ahora una de las fuerzas más poderosas en el Lejano Oriente, y en 1914, entró en la Primera Guerra Mundial del lado de los Aliados, apoderándose de la Kiaochow ocupada por los alemanes y posteriormente exigiendo la aceptación china de la influencia política japonesa y las adquisiciones territoriales (Veintiuna exigencias, 1915). Las protestas masivas en Pekín en 1919, junto con la opinión de los Aliados (y particularmente de EE. UU.) llevaron al abandono de Japón de la mayoría de las demandas y al regreso de Joseon en 1922 a China. Japón recibió el territorio alemán del Tratado de Versalles de 1919, lo que provocó el nacionalismo chino generalizado.
Las tensiones con China aumentaron durante la década de 1920, y en 1931 las unidades del ejército japonés con sede en Manchuria tomaron el control de la región sin dirección de Tokio. El conflicto intermitente con China llevó a una guerra a gran escala a mediados de 1937, lo que llevó a Japón a una apuesta excesivamente ambiciosa por la hegemonía asiática (Esfera de Coprosperidad de la Gran Asia Oriental), que finalmente condujo a la derrota y la pérdida de todos sus territorios de ultramar después de la Segunda Guerra Mundial. (ver expansionismo japonés y nacionalismo japonés).

## Después de la Segunda Guerra Mundial

### Descolonización y el surgimiento del nacionalismo en Asia
Después de la Segunda Guerra Mundial, las colonias europeas, que controlaban a más de mil millones de personas en todo el mundo, todavía gobernaban la mayor parte del Medio Oriente, el sudeste asiático y el subcontinente indio. Sin embargo, la imagen de la preeminencia europea fue destrozada por las ocupaciones japonesas en tiempos de guerra de grandes porciones de los territorios británicos, franceses y holandeses en el Pacífico. La desestabilización del dominio europeo condujo al rápido crecimiento de los movimientos nacionalistas en Asia, especialmente en Indonesia, Malasia, Birmania e Indochina francesa (Vietnam, Camboya y Laos).

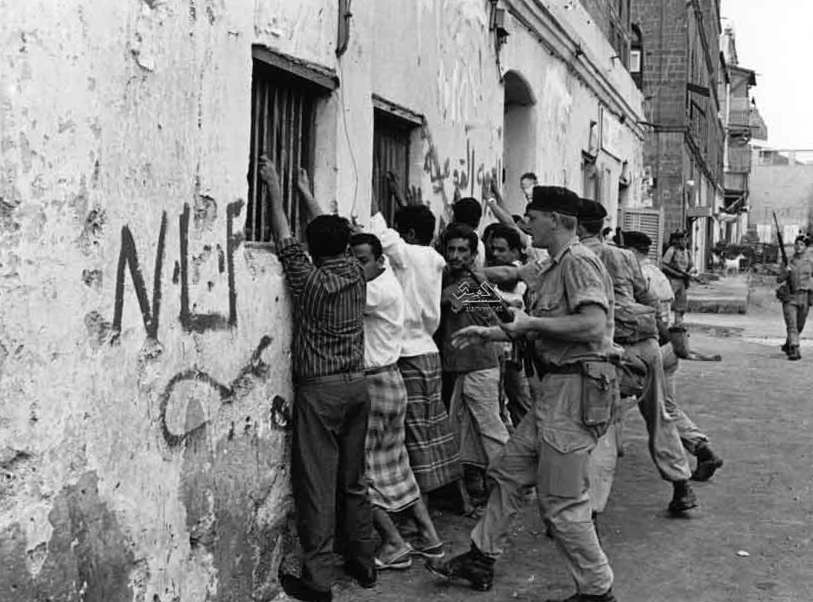
Campaña de contrainsurgencia del ejército británico en los territorios británicos controlados de Arabia del Sur, 1967.

La guerra, sin embargo, solo aceleró las fuerzas ya existentes que socavaban el imperialismo occidental en Asia. En todo el mundo colonial, los procesos de urbanización e inversión capitalista crearon clases mercantiles profesionales que surgieron como nuevas élites occidentalizadas. Aunque imbuidas de ideas políticas y económicas occidentales, estas clases crecieron cada vez más para resentir su estatus desigual bajo el dominio europeo.

#### Británicos en India y Medio Oriente
En India, el movimiento hacia el oeste de las fuerzas japonesas hacia Bengala durante la Segunda Guerra Mundial había llevado a grandes concesiones por parte de las autoridades británicas a los líderes nacionalistas indios. En 1947, el Reino Unido, devastado por la guerra y envuelto en una crisis económica en el país, otorgó a la India británica su independencia como dos naciones: India y Pakistán. Myanmar (Birmania) y Sri Lanka (Ceilán), que también forma parte de la India británica, también obtuvieron su independencia del Reino Unido al año siguiente, en 1948. En el Medio Oriente, el Reino Unido otorgó la independencia a Jordania en 1946 y dos años más tarde, en 1948, terminó su mandato de que Palestina se convirtiera en la nación independiente de Israel.

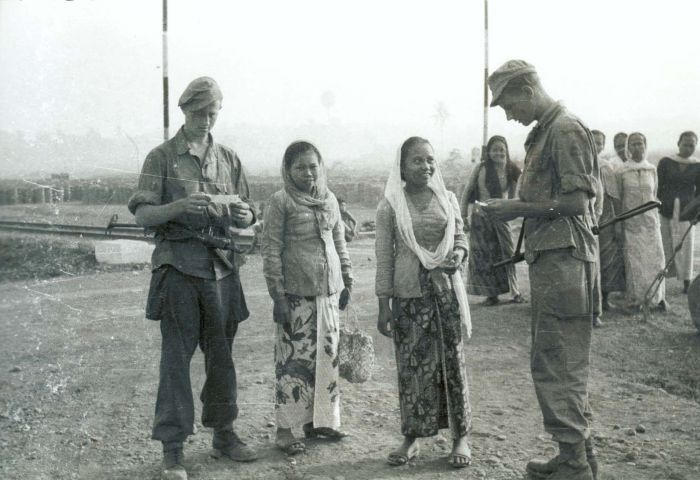
Soldados holandeses controlan los papeles de mujeres javanesas, 1946.

Tras el final de la guerra, los nacionalistas en Indonesia exigieron la independencia total de los Países Bajos. Se produjo un conflicto brutal y, finalmente, en 1949, a través de la mediación de las Naciones Unidas, las Indias Orientales Neerlandesas lograron la independencia, convirtiéndose en la nueva nación de Indonesia. El imperialismo holandés moldeó este nuevo estado multiétnico que comprende aproximadamente 3.000 islas del archipiélago indonesio con una población en el momento de más de 100 millones.
El final del dominio holandés abrió tensiones latentes entre los aproximadamente 300 grupos étnicos distintos de las islas, con la principal falla étnica entre los javaneses y los no javaneses.
Nueva Guinea Neerlandesa estuvo bajo la administración holandesa hasta 1962 (ver también disputa de Nueva Guinea Occidental).

#### Estados Unidos en Asia
En Filipinas, EE. UU. Siguió comprometido con sus promesas anteriores de otorgar a las islas su independencia, y Filipinas se convirtió en la primera de las colonias asiáticas controladas por Occidente en obtener la independencia después de la Segunda Guerra Mundial. Sin embargo, Filipinas siguió bajo presión para adoptar un sistema político y económico similar al de Estados Unidos.
Este objetivo se complicó en gran medida por el surgimiento de nuevas fuerzas políticas. Durante la guerra, el Hukbalahap (Ejército Popular), que tenía fuertes lazos con el Partido Comunista de Filipinas (PKP), luchó contra la ocupación japonesa de Filipinas y ganó una gran popularidad entre muchos sectores de la clase trabajadora y el campesinado filipinos. En 1946, el PKP participó en elecciones como parte de la Alianza Democrática. Sin embargo, con el inicio de la Guerra Fría, su creciente fuerza política provocó una reacción del gobierno gobernante y de los Estados Unidos, lo que resultó en la represión del PKP y sus organizaciones asociadas. En 1948, el PKP comenzó a organizar una lucha armada contra el gobierno y continuó con la presencia militar estadounidense. En 1950, el PKP creó el Ejército Popular de Liberación (Hukbong Mapagpalaya ng Bayan), que movilizó a miles de tropas en todas las islas. La insurgencia duró hasta 1956, cuando el PKP renunció a la lucha armada.
En 1968, el PKP se dividió, y en 1969 la facción maoísta del PKP creó el Nuevo Ejército del Pueblo. Los rebeldes maoístas relanzaron una lucha armada contra el gobierno y la presencia militar estadounidense en Filipinas, que continúa hasta nuestros días.

#### La resistencia de la posguerra al dominio francés

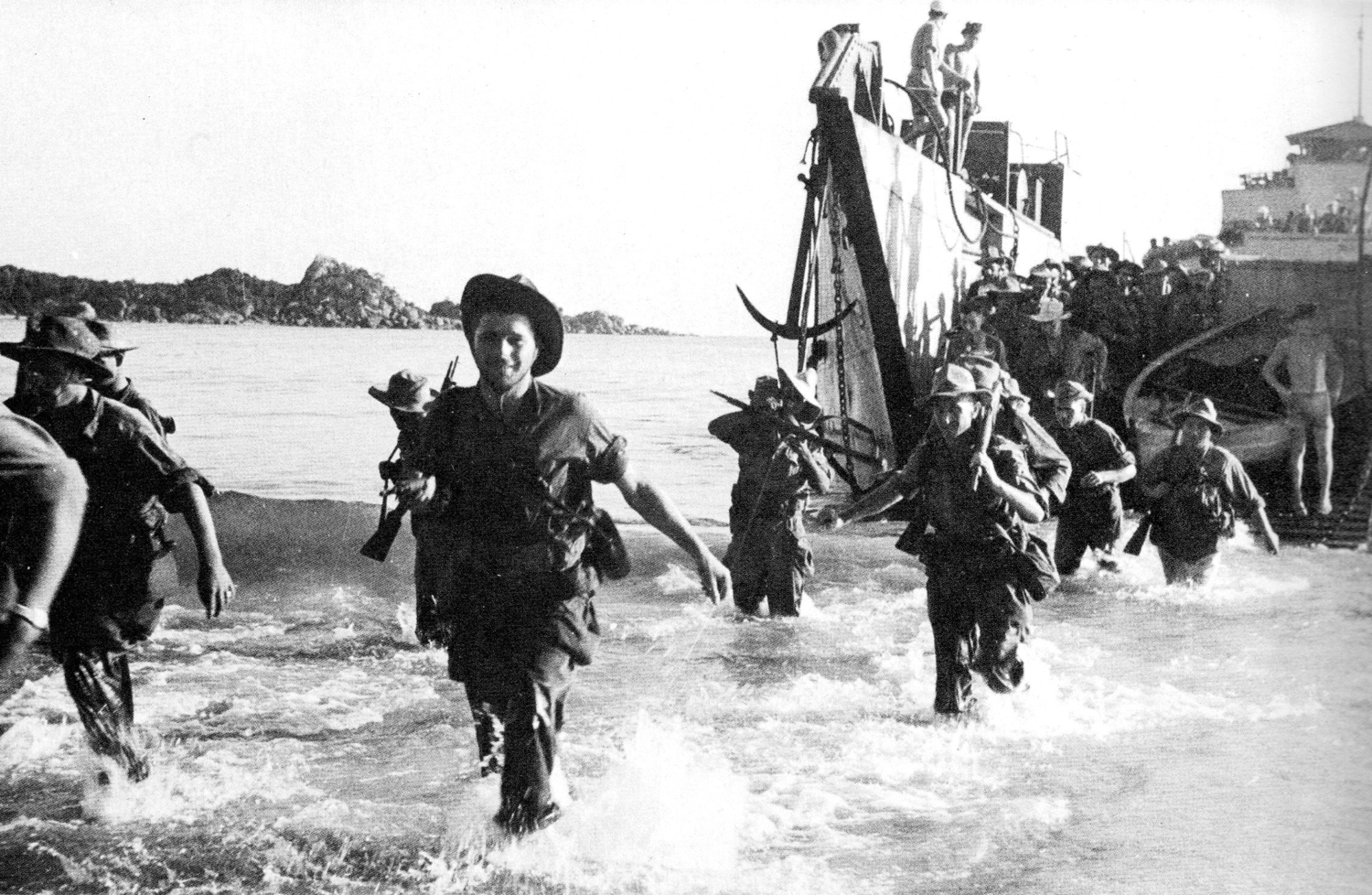
Los comandos de los marines franceses zarparon de la costa de Annam en julio de 1950

Francia seguía decidida a mantener su control de Indochina. Sin embargo, en Hanói, en 1945, un amplio frente de nacionalistas y comunistas liderados por Ho Chi Minh declaró una República independiente de Vietnam, comúnmente conocida como el régimen de Viet Minh por los forasteros occidentales. Francia, buscando recuperar el control de Vietnam, respondió con una vaga oferta de autogobierno bajo el dominio francés. Las ofertas de Francia eran inaceptables para los nacionalistas vietnamitas; y en diciembre de 1946, el Việt Minh lanzó una rebelión contra la autoridad francesa que gobierna las colonias de la Indochina francesa. Los primeros años de la guerra involucraron una insurgencia rural de bajo nivel contra la autoridad francesa. Sin embargo, después de que los comunistas chinos llegaron a la frontera norte de Vietnam en 1949, el conflicto se convirtió en una guerra convencional entre dos ejércitos equipados con armas modernas suministradas por los Estados Unidos y la Unión Soviética. Mientras tanto, Francia otorgó la independencia al Estado de Vietnam con sede en Saigón en 1949, mientras que Laos y Camboya obtuvieron la independencia en 1953. Estados Unidos reconoció el régimen en Saigón y proporcionó ayuda militar al esfuerzo militar francés.
Mientras tanto, en Vietnam, la guerra francesa contra el Viet Minh continuó durante casi ocho años. Los franceses fueron gradualmente desgastados por la guerrilla y la lucha en la jungla. El punto de inflexión para Francia ocurrió en Dien Bien Phu en 1954, que resultó en la rendición de diez mil tropas francesas. París se vio obligado a aceptar un acuerdo político ese año en la Conferencia de Ginebra, que condujo a un precario conjunto de acuerdos sobre el futuro estatus político de Laos, Camboya y Vietnam.

## Lista de colonias europeas en Asia
Colonias británicas en el sur de Asia, Asia oriental y el Sudeste Asiático:
- Birmania británica (1824–1948, fusionada con India por los británicos desde 1886 hasta 1937)
- Ceilán (ahora Sri Lanka):
  - Ceilán británico (1815–1948)
- Timor portugués (1702–1975, ahora Timor Oriental)
- Hong Kong británico (1842–1997)
- India colonial (incluye el territorio actual de India, Pakistán y Bangladés)
- India danesa (1696-1869)
- Parangipettai sueco (1733)
- India británica (1613–1947)
- Compañía Británica de las Indias Orientales (1757–1858)
- Raj británico (1858–1947)

Colonias francesas en el sudeste asiático:
- India francesa (1769–1954)
- Indochina francesa (1887–1953), que incluye:
  - Laos francés (1893–1953)
  - Camboya francesa (1863–1953)
  - Annam (ahora Vietnam) (1883–1953)

Colonias holandesas, británicas, portuguesas y territorios rusos en Asia:
- India holandesa (1605-1825)
- Bengala holandesa
- Ceilán holandés (1656–1796)
- Ceilán portugués (1505–1658)
- Indias Orientales Neerlandesas (ahora Indonesia) - Colonia holandesa desde 1602-1949 (incluida Nueva Guinea Neerlandesa hasta 1962)
- India portuguesa (1510–1961)
- Macao portugués: colonia portuguesa, la primera colonia europea en China (1557–1999), la ocupación europea más larga en Asia, 442 años.
- Malaca (ahora parte de Malasia):
- Malaca portuguesa (1511–1641)
- Malasia holandesa (1641-1824)
- Malaca británica, incluida:
  - Colonias del Estrecho (1826–1946)
  - Estados malayos federados (1895–1946)
  - Estados malayos no federados (1885–1946)
  - Federación Malaya (bajo el dominio británico, 1948-1963)
- Borneo británico (ahora parte de Malasia), que incluye:
  - Labuán (1848–1946)
  - Borneo Septentrional (1882–1941)
    - Colonia de Borneo del Norte (1946–1963)

  - Colonia de Sarawak (1946–1963)
- Brunéi
- Brunéi británico (1888–1984) (protectorado británico)
- Manchuria exterior: cedida al Imperio ruso a través del Tratado de Aigún (1858) y la Convención de Pekín (1860)
- Filipinas
  - Filipinas española (1565-1898, segunda ocupación europea más larga en Asia, 333 años),
  - Manila británica (1762–1764, ocupación brevemente británica en Filipinas, 2 años)
  - Gobierno Insular de las Islas Filipinas y la Mancomunidad Filipina, colonia de los Estados Unidos (1898–1946)
- Singapur - colonia británica (1819–1959)
- Taiwán
- Formosa española (1626–1642)
- Formosa holandesa (1624–1662)
- Baréin
  - Baréin portugués (1521–1602)
  - Protectorado Británico (1861-1971)

- Irak
  - Mandato de Irak (1920–1932) (protectorado británico)
  - Reino de Iraqk (1932-1958)
- Israel y Palestina
  - Mandato de Palestina (1920–1948) (Mandato británico)
- Jordania
  - Emirato de Transjordania (1921–1946) (protectorado británico)

- Kuwait
  - Jeque de Kuwait (1899–1961) (protectorado británico)
- Líbano y Siria
  - Mandato francés para Siria y el Líbano (1923–1946)
- Omán
  - Omán portugués (1507–1650)
  - Muscat y Omán (1892–1971) (protectorado británico)

- Catar
  - Protectorado británico de Catar (1916–1971)
- Emiratos Árabes Unidos
  - Estados de la Tregua (1820–1971) (protectorado británico)
- Yemen
  - Protectorado de Adén (1869–1963)
  - Colonia de Adén (1937–1963)
  - Federación de Arabia del Sur (1962–1967)
  - Protectorado de Arabia del Sur (1963–1967)

### Estados independientes
- Afganistán: fundado por el Tratado anglo-afgano de 1919 del Reino Unido y declarada su independencia en 1919.
  - Emirato de Afganistán (1879-1919) (protectorado británico)
- China: independiente, pero dentro de las culturas de influencia europeas que se limitaron en gran medida a los puertos colonizados, excepto Manchuria.
  - Concesiones en China
  - Concesión internacional de Shanghái (1863-1941)
  - Concesión francesa de Shanghái (1849 - 1943)
  - Concesiones en Tianjin (1860 - 1947)
- Bután - en la esfera de influencia británica
- Irán: en la esfera de influencia rusa en el norte y británica en el sur.
- Japón: una gran potencia que tenía su propio imperio colonial (incluidas Corea y Taiwán)
- Mongolia - en la esfera de influencia rusa y luego controlada por los soviéticos.
- Nepal - en la esfera de influencia británica.
- Tailandia - el único estado independiente en el sudeste asiático, pero limitado por una esfera de influencia británica en el norte y el sur y la influencia francesa en el noreste y el este.
- Turquía - sucesor del Imperio Otomano en 1923; el propio Imperio Otomano podría considerarse un imperio colonial puesto que poseyó un protectorado en Aceh.